# Automòbil conceptual

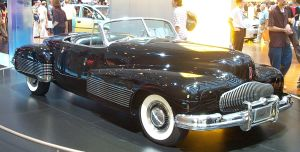
Buick Y-Job, considerat el primer automòbil conceptual. 1938.

Un automòbil conceptual (“concept car” en anglès) és un model d'automòbil fabricat en poques unitats (sovint es tracta d'un prototipus únic), destinat a mostrar públicament possibles variants tecnològiques o de disseny.
Hom accepta que el dissenyador Harley Earl, de General Motors, fou l'inventor d'aquesta mena de models. I que fou un actiu propagador d'aquesta idea en els shows itinerants Motorama dels anys 50 del segle passat.
La comparació d'una munió d'automòbils conceptuals demostra que n'hi ha de molts tipus diferents. Des dels models viables (aptes per a la circulació, amb motor i seguint la normativa legal) fins a presentacions futuristes no viables, a vegades sense motor o sense adaptar-se a cap norma. Entre els primers hi ha casos de models fabricats en sèrie molt semblants al prototipus conceptual.

## Prototipus de recerca i desenvolupament contra prototipus conceptuals
Els prototipus d'automòbils poden classificar-se en dues categories principals:
- els prototipus secrets de recerca i desenvolupament; que cal mantenir secrets tant com convingui[1][2][3][4][5][6]

- els prototipus d'exhibició, que interessa que siguin ensenyats, observats i publicitats

## Prototipus pseudo conceptuals

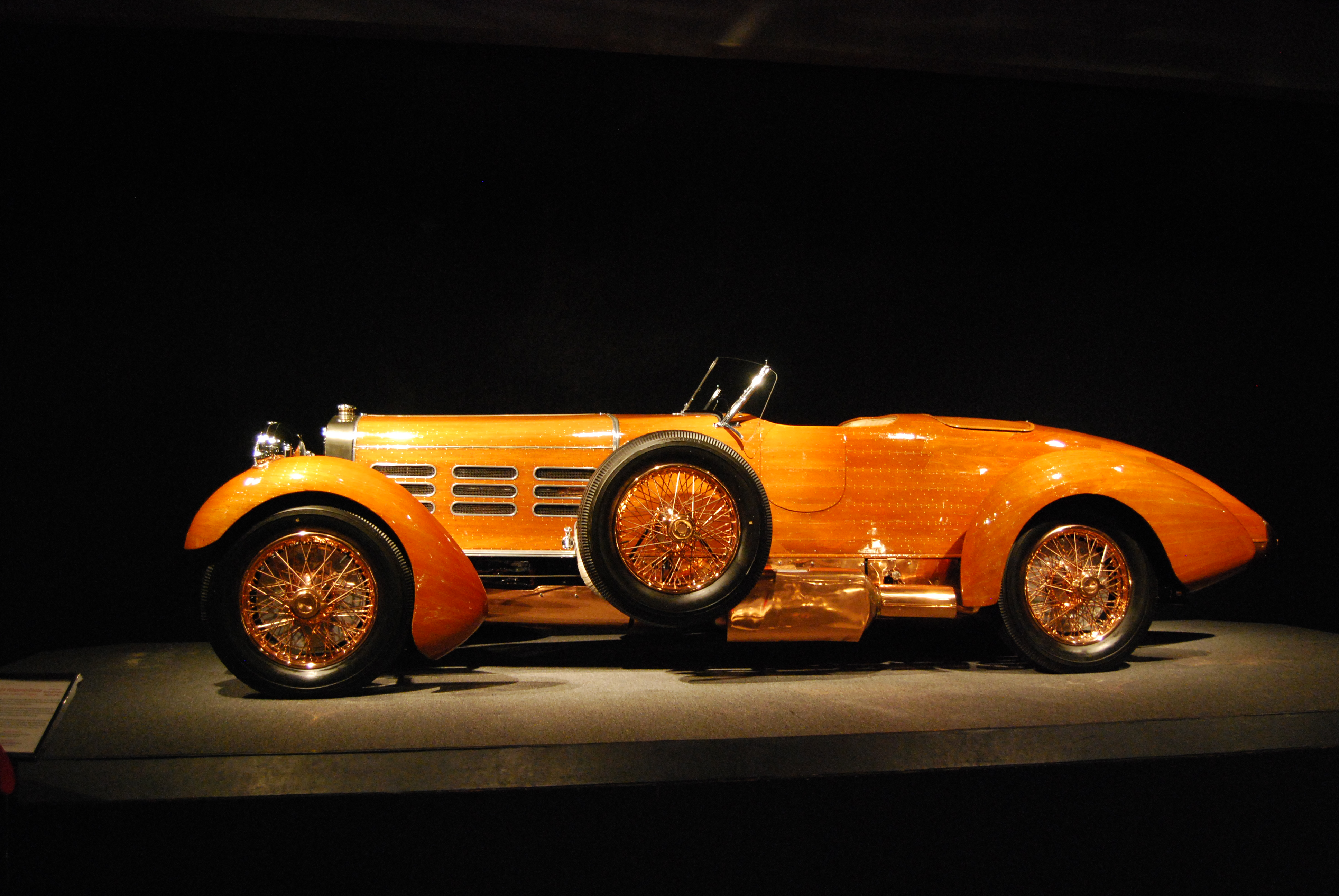
Hispano-Suiza H6B Nieuport Tulipwood Torpedo. Amb carrosseria de fusta de tuliper.

Amb independència dels objectius inicials dels seus dissenyadors i fabricants, hi ha alguns prototips d'automòbil que, per les seves característiques originals, exòtiques o extremades poden considerar-se conceptuals sense que ho siguin de debò. Seran anomenats pseudo conceptuals en aquest article.
Hi ha algunes menes d'automòbils prototipus que tenen categoria pròpia:
- Hot rods
- Automòbils preparats o personalitzats (carrosseria, mecànica, accessoris)
- Automòbils particulars de sèrie amb acabats especials

Depenent de l'ús específic en cada cas, qualsevol vehicle pertanyent a alguna de les categories anteriors pot considerar-se conceptual o pseudo conceptual.

### Peces úniques en disposició de circular

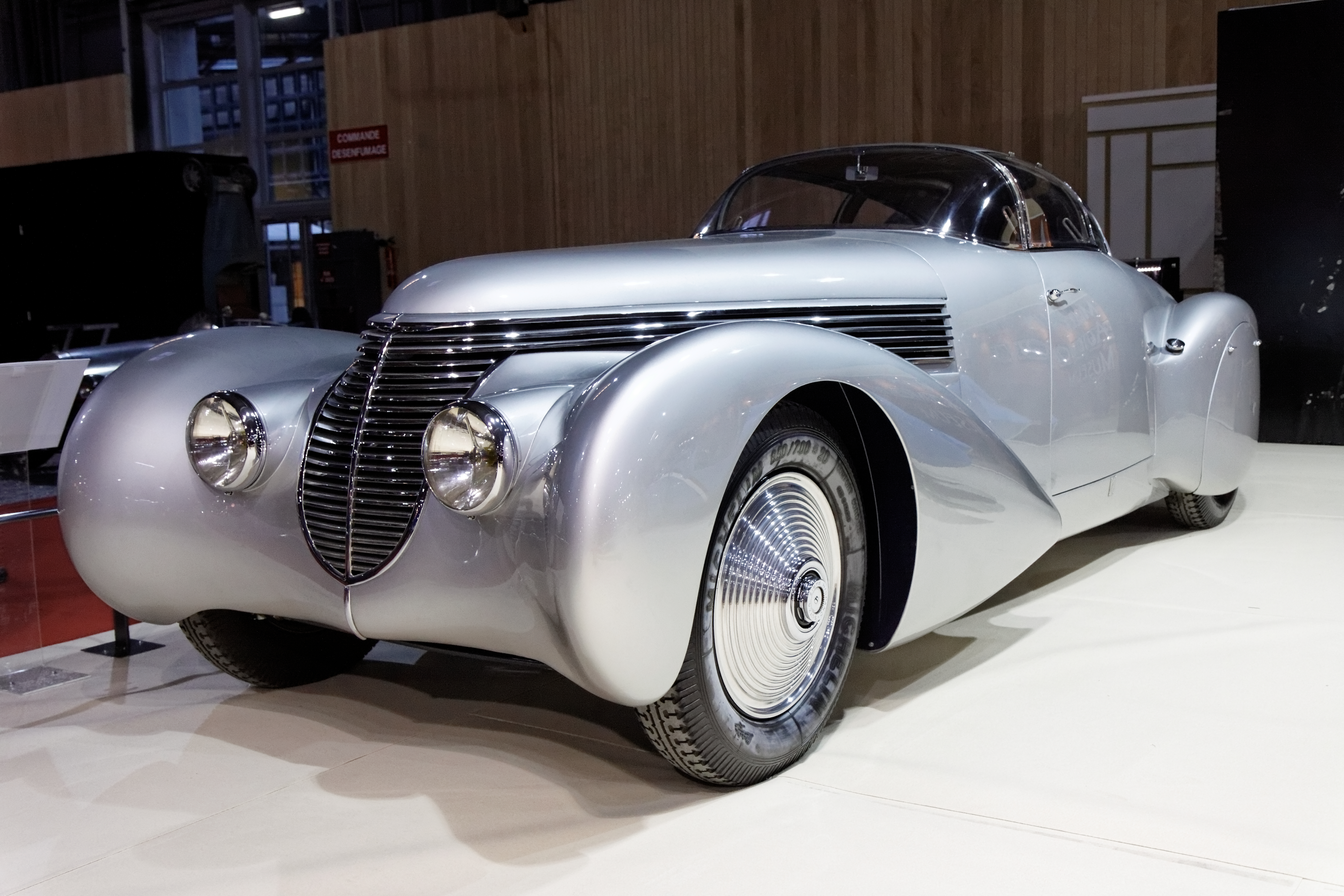
Hispano-Suiza H6 C Xenia de 1938
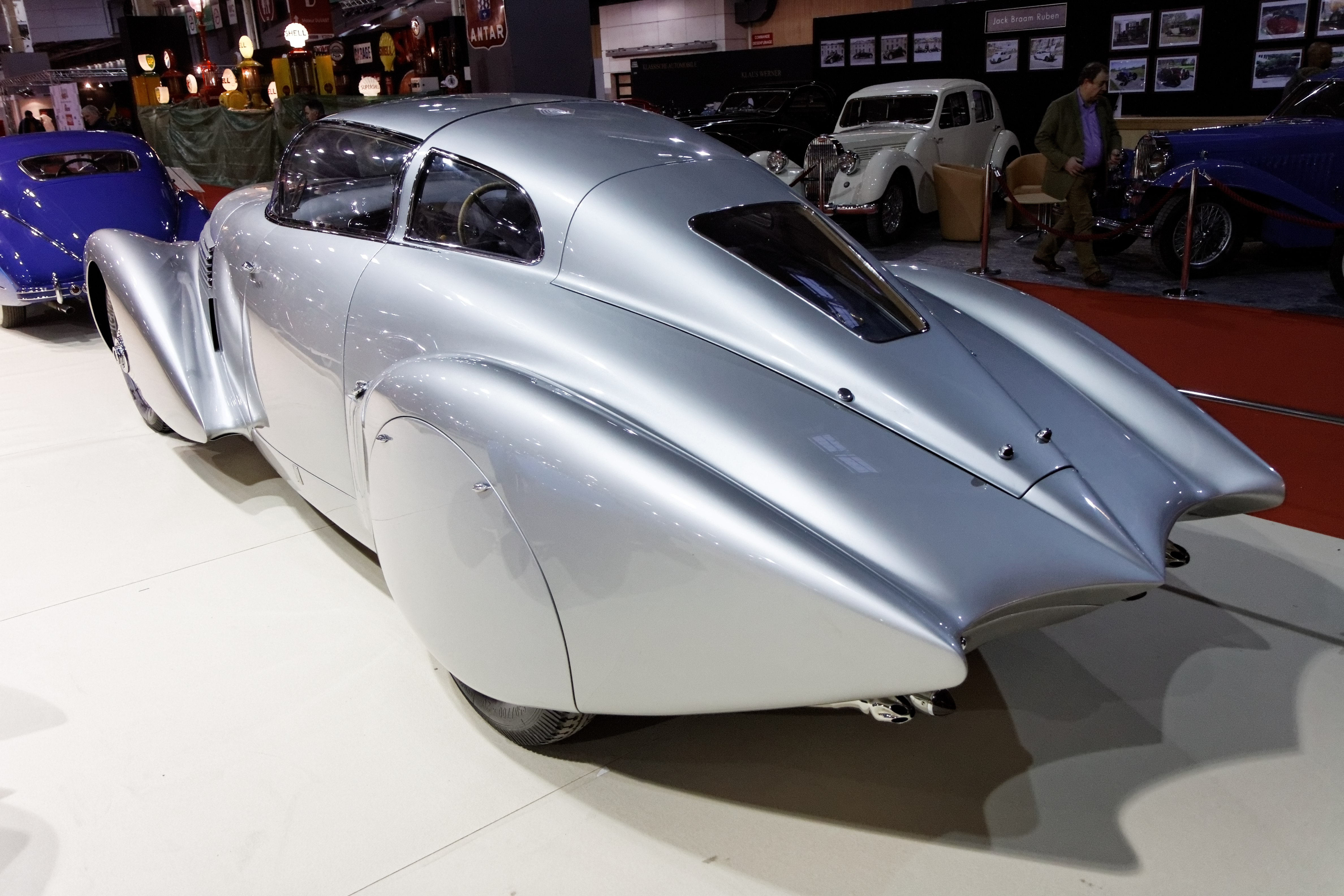
Hispano-Suiza H6 C Xenia
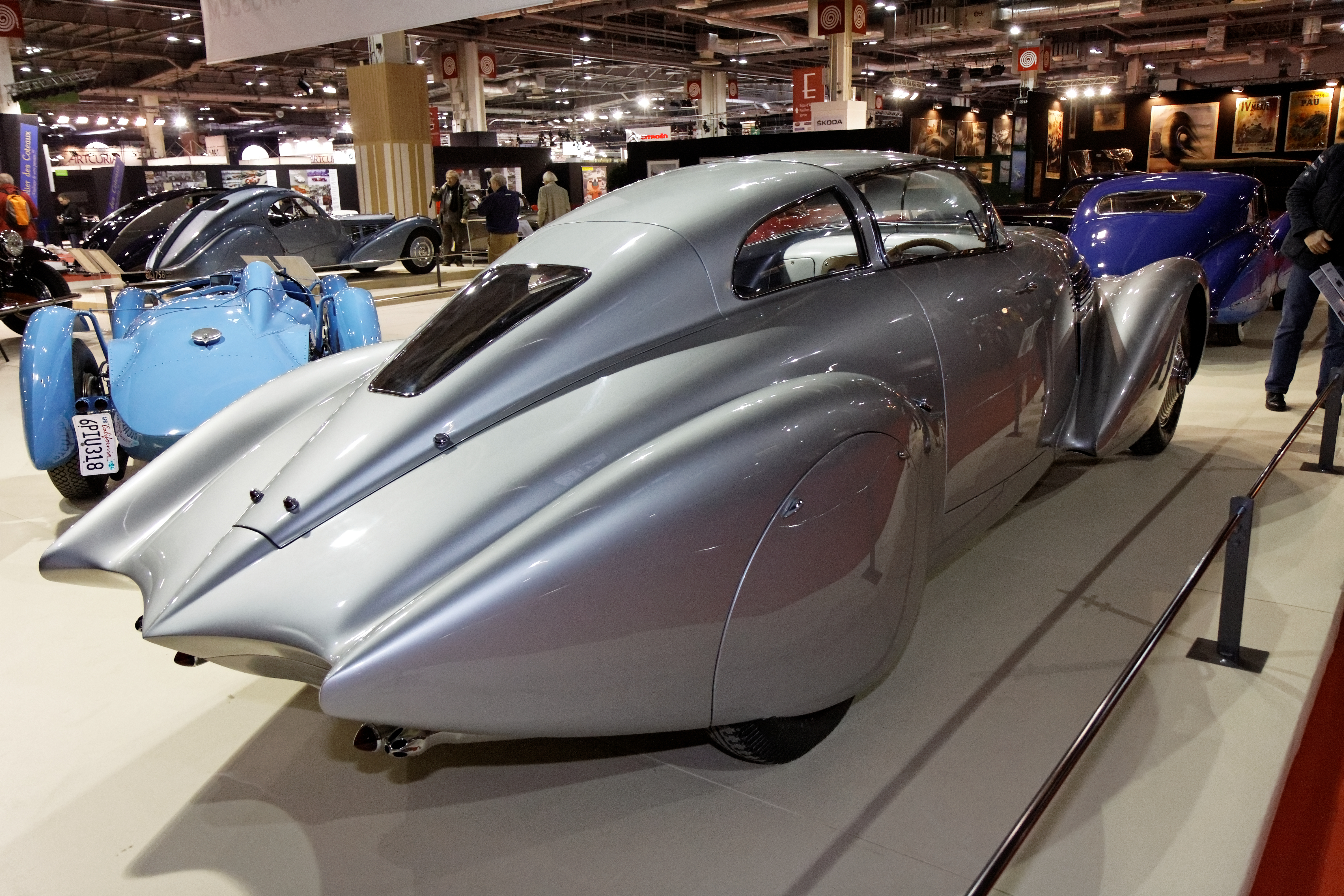
Hispano-Suiza H6 C Xenia
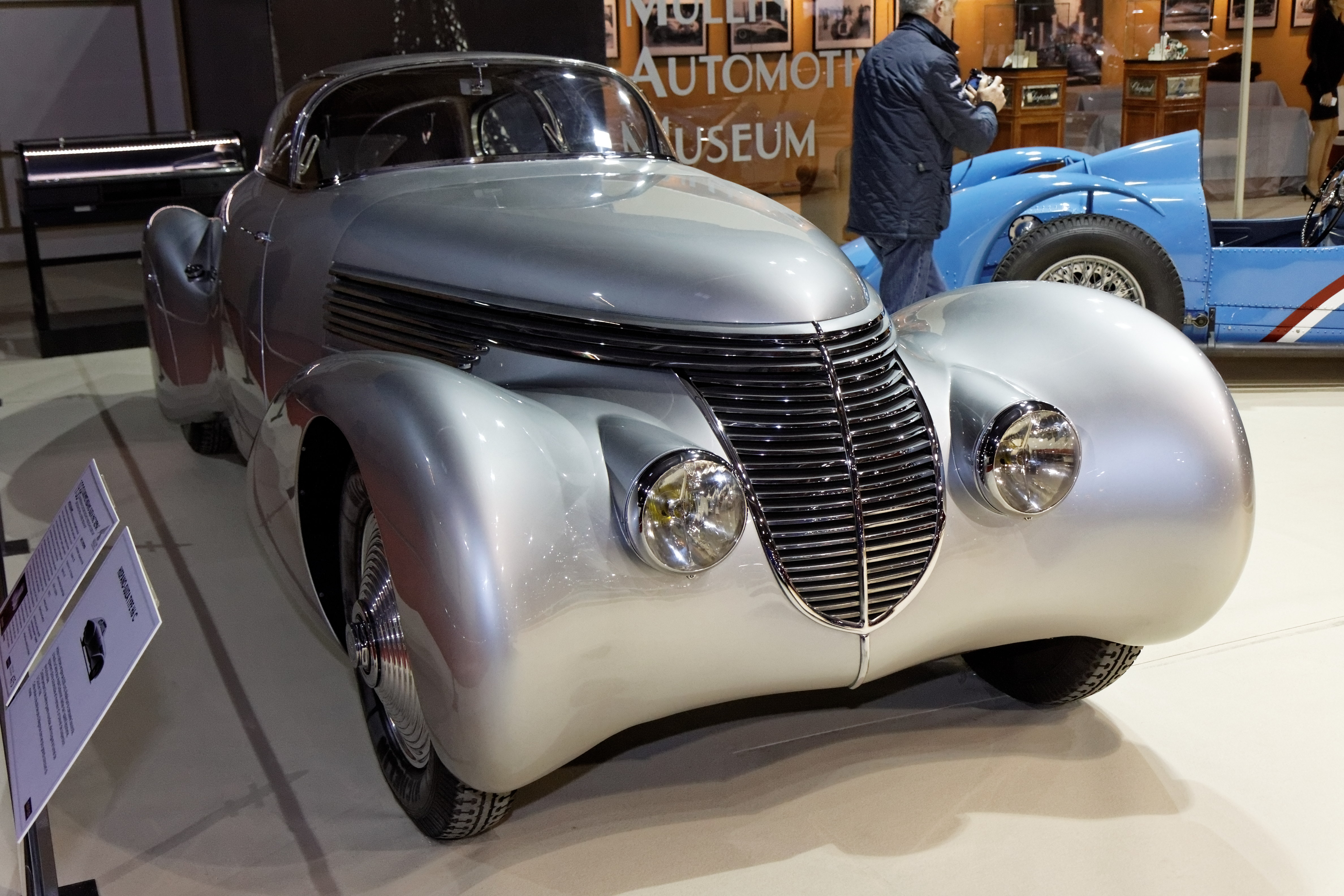
Hispano-Suiza H6 C Xenia

### Peces úniques no aptes per a circular
En l'època clàssica de l'automòbil, abans del disseny per ordinador (CAD), era freqüent l'ús de maquetes (de guix, fusta, argila o materials similars) en les etapes intermèdies des del dibuix manual o lineal i la fabricació de prototipus de metall. Alguns dels models d'automòbils conceptuals no eren més que maquetes totals o parcials, a escala natural o reduïda. En certs casos, les maquetes esmentades foren exposades en públic (abans d'altres presentacions o no).

#### Maquetes virtuals
Amb les possibilitats informàtiques actuals cada cop és més habitual la presentació d'automòbils conceptuals mitjançant representacions virtuals. En models 3D mòbils o pel·lícules animades.

### Fabricats per a ser usats en films
- Aston Martin DB5. Dos exemplars foren fabricats per a la pel·lícula Goldfinger. Un amb accessoris (placa blindada, matrícules giratòries…) i l'altre sense.
- Herbie Goes To Monte Carlo (1977)
- Mad Max 1979
- DMC DeLorean. Trilogia Back to the Future.
- 1912 Mercer 35R Raceabout
- The Haunted Car.
- La limusina de la Pantera Rosa
- L'automòbil de la Família Munster
- Rèplica d'un Stutz Bearcat per a la sèrie de TV "Bearcats!".

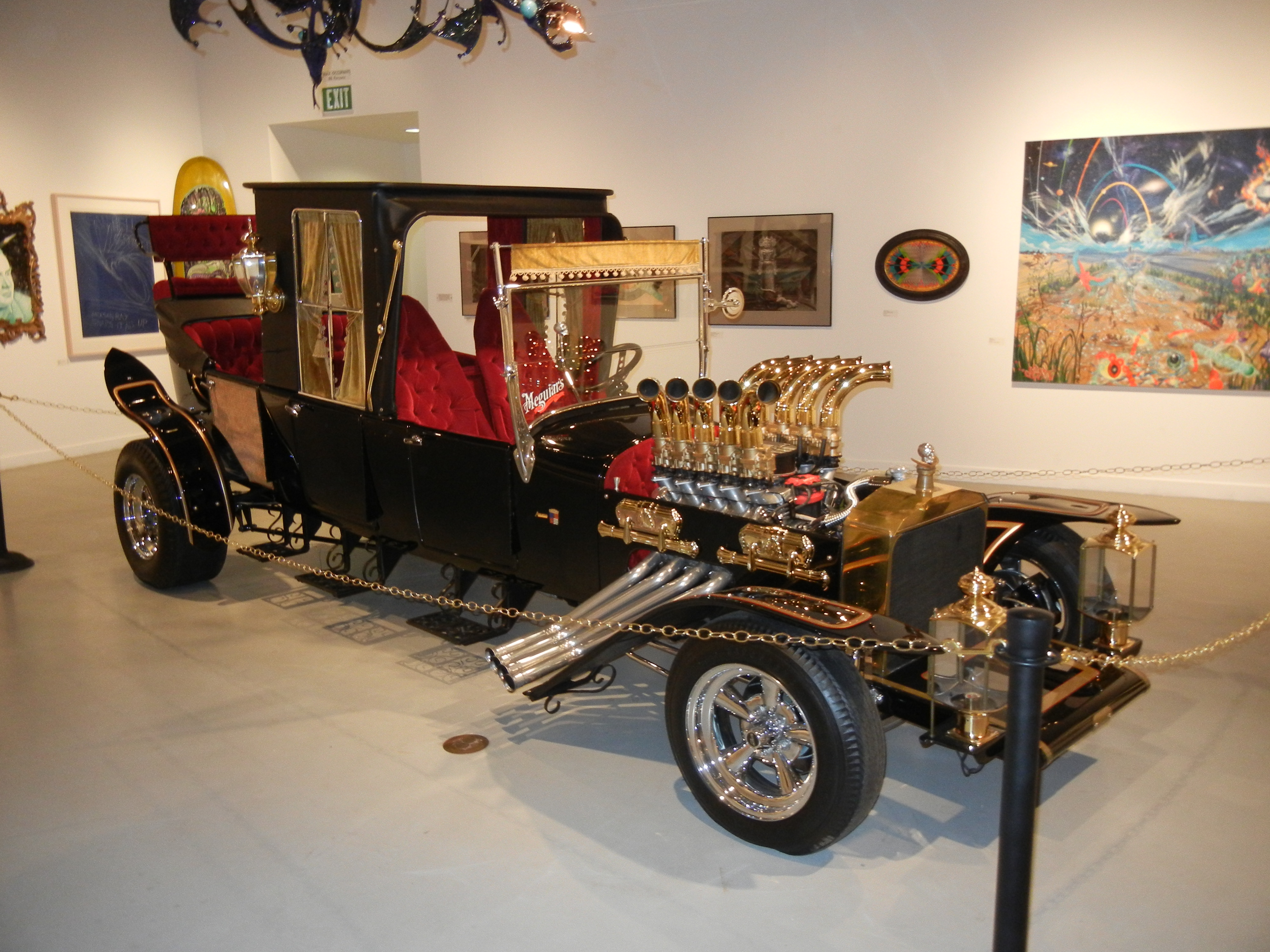
Munster Koach
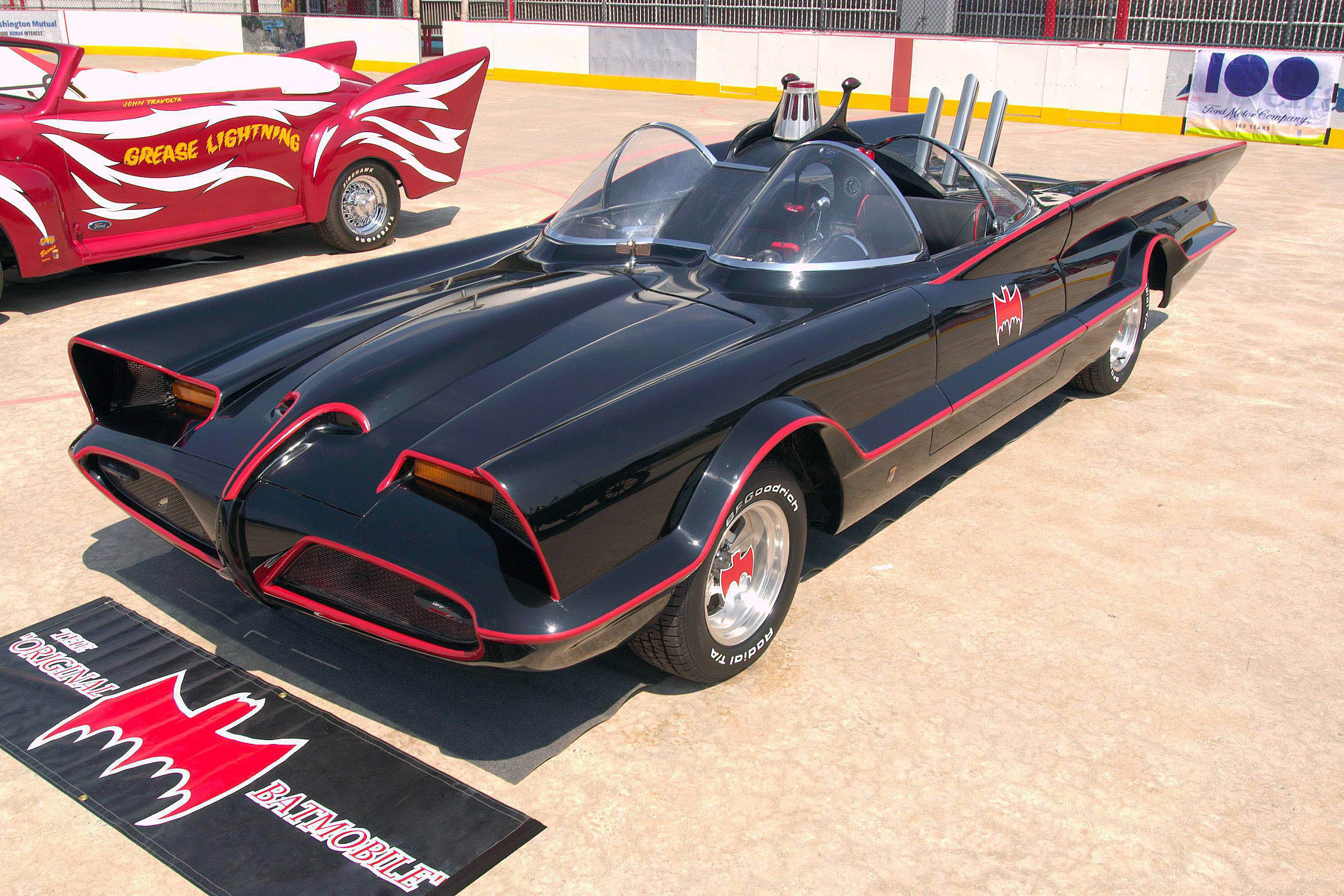
Batmobile
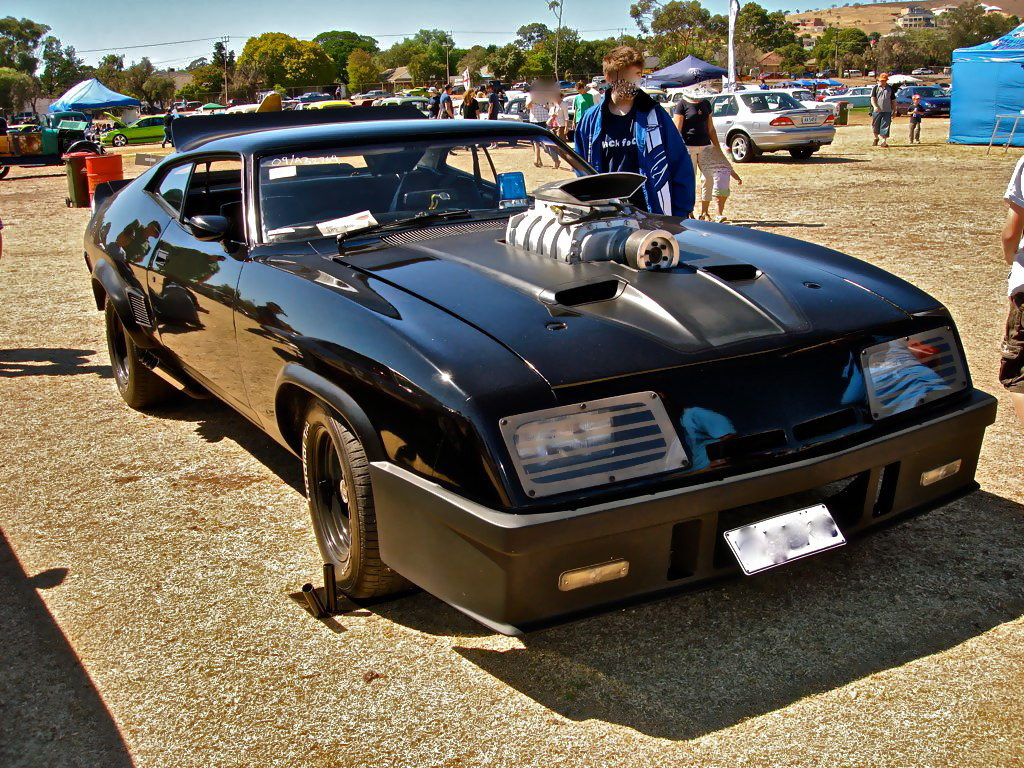
Reproducció del model Pursuit Special del film Mad Max
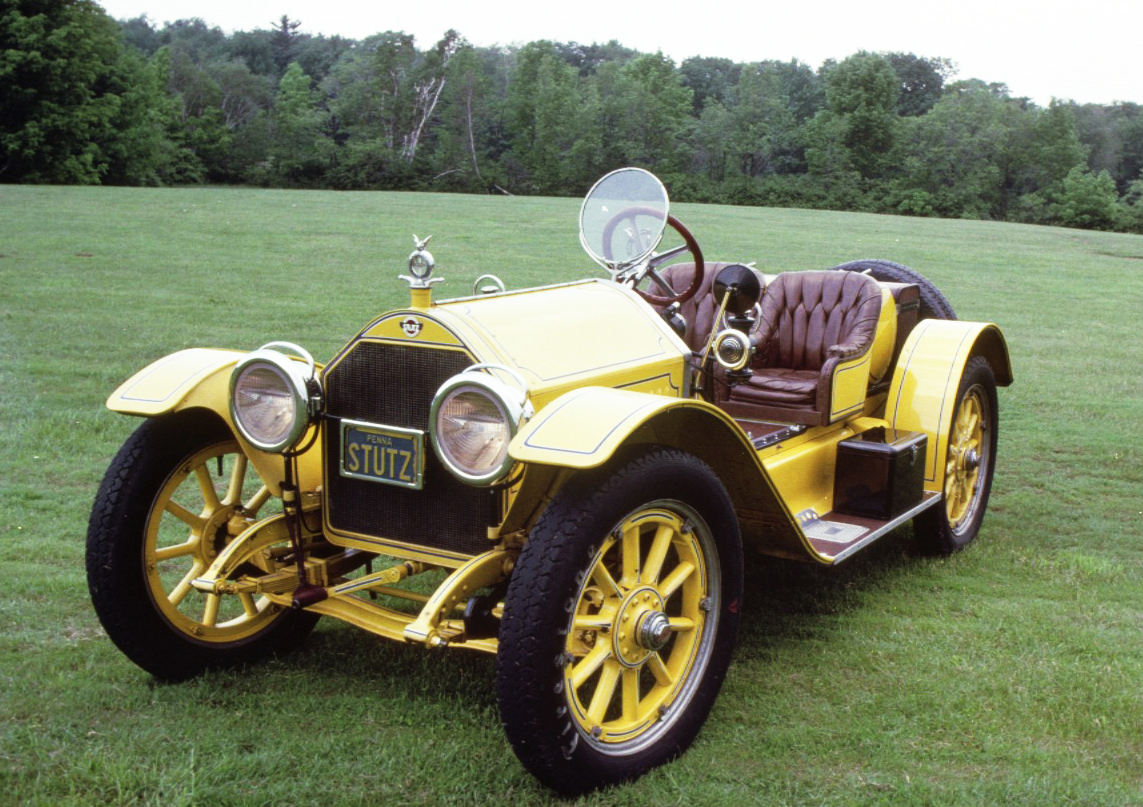
Stutz Bearcat, semblant al de la sèrie de TV "Bearcats!".

## Models diversos d'automòbils conceptuals

### 1938. Phantom Corsair
Phantom Corsair
El Phantom Corsair fou construït com un sedan de dues portes per a sis passatgers. Una carrosseria futurista es va muntar sobre un xassís Cord 810. Aquest automòbil fou el resultat de la col·laboració entre el jove Rust Heinz (hereu dels magnats de la indústria alimentaria Heinz) i la firma dels carrossers Bohman & Schawartz. La mecànica escollida fou la del Cord 810 amb un motor Lycoming V8 i tracció davantera.
- L'habitacle era molt luxós segons disseny imitant l'art deco
- Les portes no tenien manetes i s'obrien elèctricament. Entre altres instruments hi havia un altímetre i un compàs magnètic. Un conjunt de pilots òptics indicaven si les portes no estaven ben tancades o si el receptor de radio estava engegat.[13]

Les intencions de fabricació quedaren sense efecte per la mort del promotor Rust Heinz en accident de cotxe.

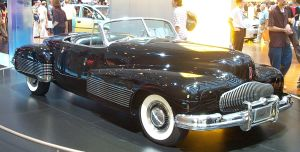
Buick Y-Job. 1938.

### 1939. Buick Y-Job
Buick Y-Job
La denominació Y-Job volia indicar una passa més en el camí del disseny. Els models experimentals es designaven amb la lletra X. La lletra següent, la Y, volia representar un progrés en el sistema de projectar un automòbil.
- La carrosseria d'acer es va muntar sobre el xassís del Buick Century de 1938, amb una batalla de 126 polzades.
- El motor era una versió millorada del Buick Dynaflash de 8 cilindres en línia.
- La caixa de canvis era del model Dynaflow.[14][15]

### 1938. Aston Martin Atom
Aston Martin Atom
L'any 1940 la casa Aston Martin va construir un prototipus dissenyat per Claude Hill. Anava propulsat per un motor de 2 litres amb arbre de lleves  lateral també projectat per Hill. Aquell model únic era designat per “The Atom”. Quan Sir Arthur va posar a la venda l'empresa el 1947, David Brown es va decidir a comprar-la després d'haver provat aquell prototip “The Atom”.

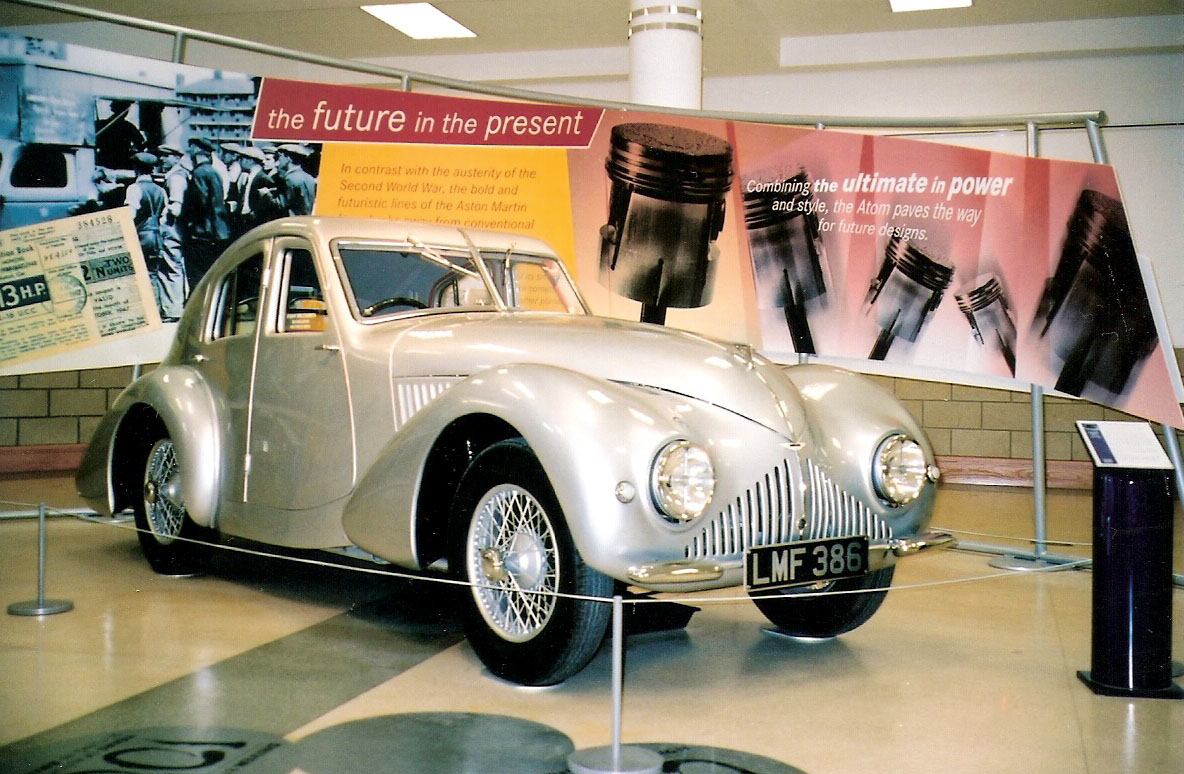
Aston Martin Atom. 1938.
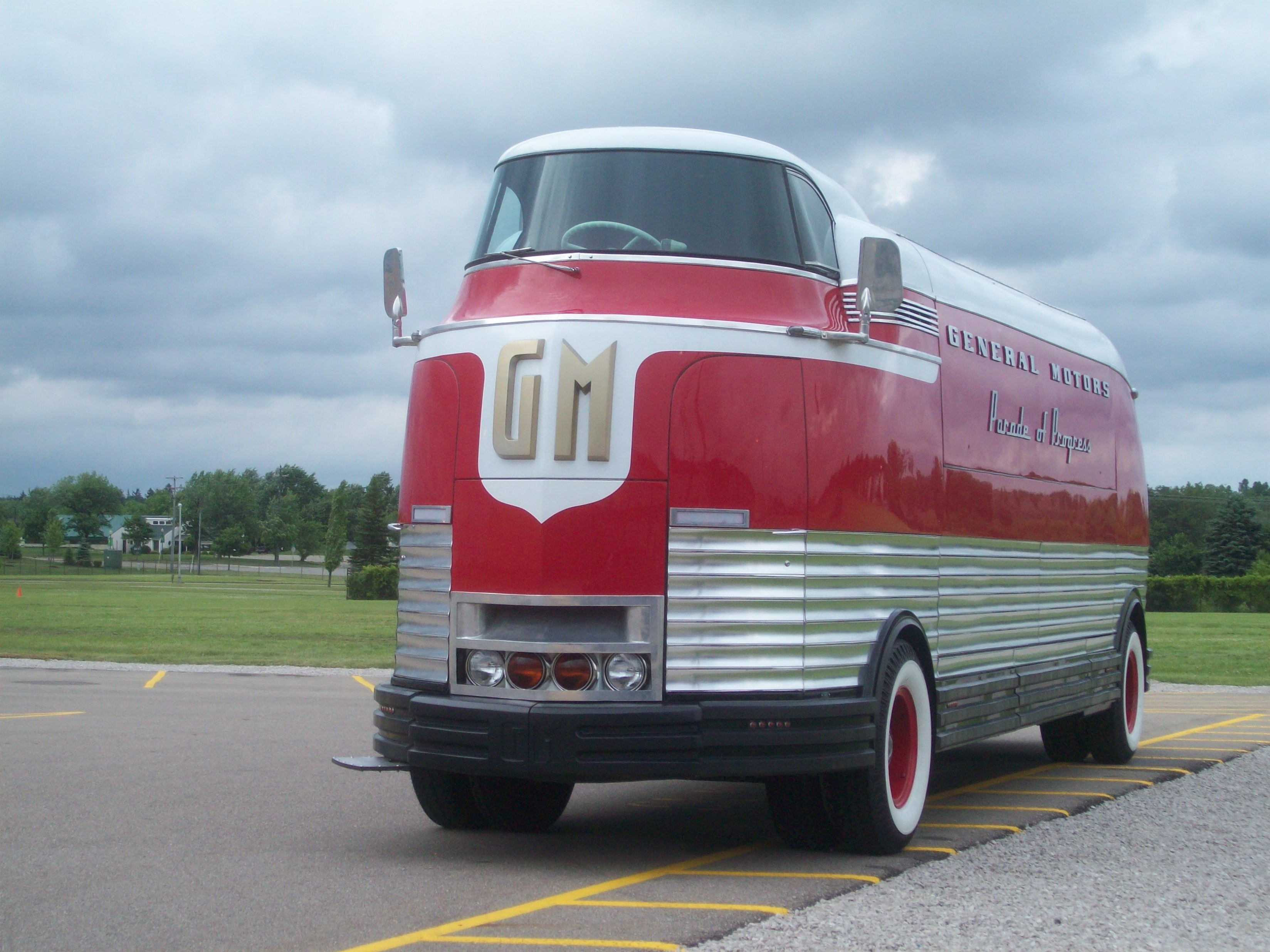
GM Futur Liner. 1939. Amb 4 rodes al davant i 4 al darrere.

### 1939. GM Futurliner
GM Futurliner
El Futurliner fou un model de transport especialment creat per a desplaçar l'exposició ambulant de General Motors “Parade of Progress”. La primera aparició fou el 1941 i foren construïdes 12 unitats (1939-1940). El dissenyador fou Robert E. Bingman.
- Cada vehicle era un camió mentre es desplaçava i pavelló d'exposició quan convenia. Transportant i mostrant diverses tecnologies avançades: motor de turbina, forn de micro-ones,...
- La part mecànica era prou singular, amb dos eixos de 4 rodes cadascun. Una mena de camió amb 4 rodes dobles.[17][18]

### 1951.General Motors LeSabre
General Motors Le Sabre
Un altre projecte de Harley Earl, dissenyador en cap de GM, el LeSabre es considera un Buick. Digne successor del model Y-Job. El motor era un V8 amb bloc d'alumini dotat de compressor volumètric, que podia funcionar amb gasolina o metanol. La potència era transmesa mitjançant una caixa automàtica Dynaflow, de tres velocitats, muntada al darrere. Més tard fou substituïda per un model Hydramatic de 4 velocitats.
- El sistema elèctric era de 12 V, no gens habitual en aquella època
- Seients amb calefacció
- Llums retràctils elèctricament
- Capota motoritzada per un sistema electro-hidràulic
- Gats elèctrics incorporats al vehicle[19][20][21]

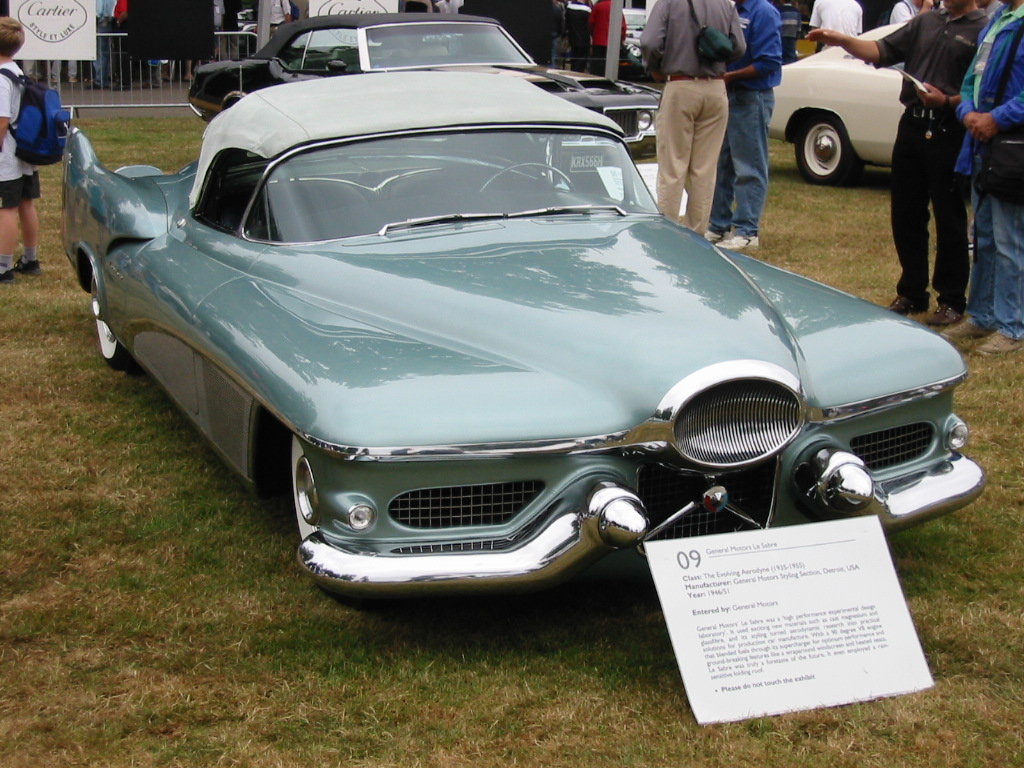
General Motors Le Sabre. 1951.
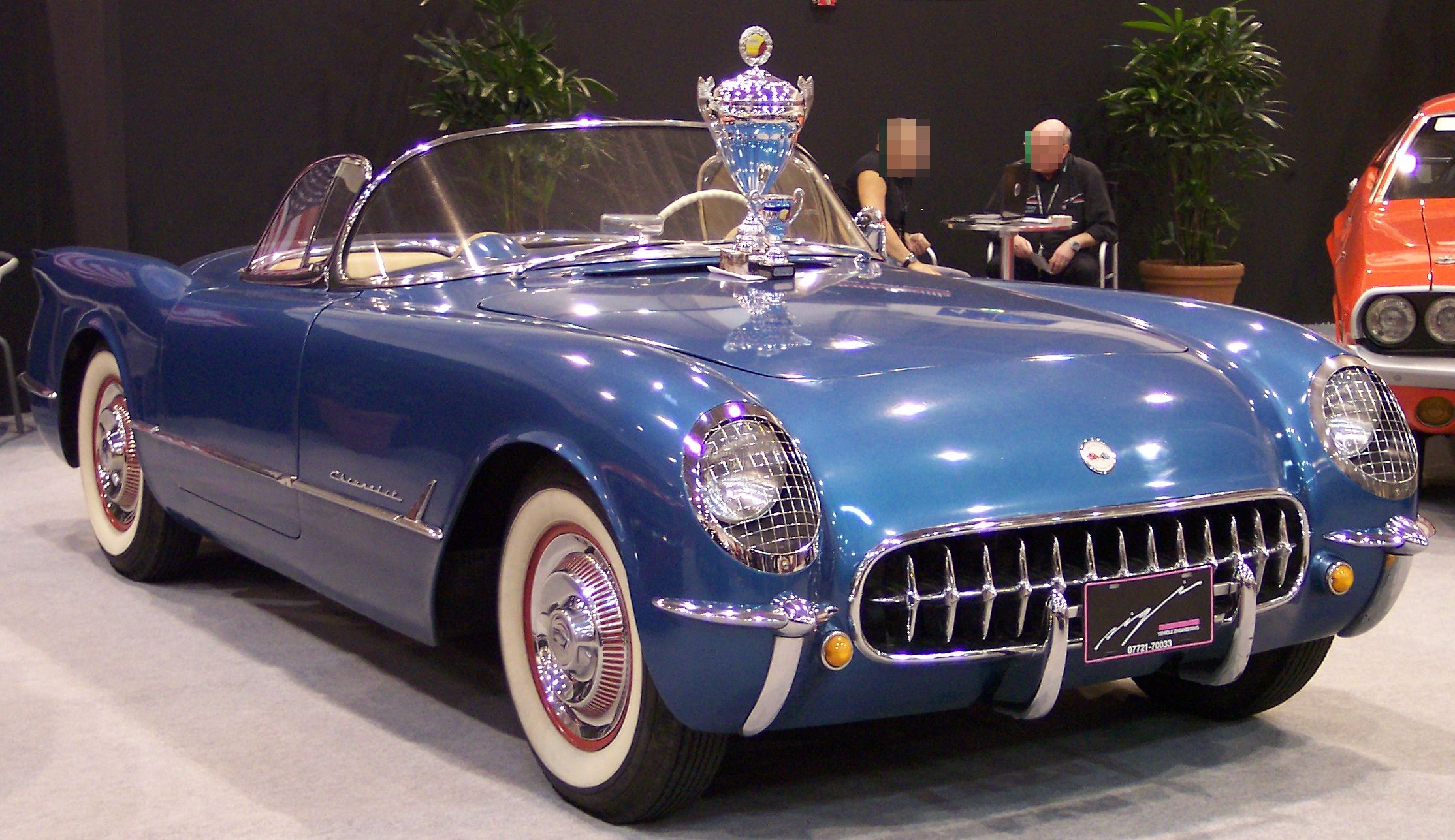
Chevrolet Corvette C1. 1953.

### 1952. Chevrolet Corvette C1
Chevrolet Corvette (C1)
A la fi de l'any 1951 el cap de disseny de la General Motors, Harley Earl, va formar un equip per a dissenyar un automòbil esportiu de dos seients basat en els models europeus. Una unitat del Jaguar XK120 havia de servir de referència. La mecànica s'havia de projectar sobre una batalla de 102 polzades. La carrosseria havia de ser de fibra de vidre.
L'equip estava format per Carl Renner, Henry Lauve, Duane “Sparky” Bohnstedt i, pel que fa a l'estil, Bob McLean (enginyer i dissenyador industrial)-encarregat de la carrosseria- i Joe Schemansky, dedicat a definir l'interior de l'habitacle.
El nom del projecte fou EX-122 (Experimental Project 122) o Project Opel. A la primavera de 1952 els plànols estaven acabats i es va construir un model de guix i la carrosseria de fibra de vidre. L'objectiu era presentar un automòbil conceptual al Motorama de Nova York el gener de 1953. La part mecànica estava formada per un motor 6L (model “Blue Flame” de Chevrolet) modificat amb tres carburadors (que proporcionava 150 CV) i una caixa automàtica Powerglide de, només, 2 velocitats.
- Aquell model conceptual es va presentar amb el nom de Chevrolet Corvette. “Corvette” era el nom d'un tipus de vaixell de guerra tradicional, que en la Segona Guerra Mundial designava un barco molt ràpid, maniobrable i molt armat, destinat a la lluita antisubmarina i antiaèria.
- La presentació fou un èxit considerable i va provocar la fabricació en sèrie immediata. El primer Chevrolet Corvette i diversos models posteriors tingueren el seu inici, i una vida comercial prou afortunada, en l'esmentat projecte.

### 1953. Alfa Romeo BAT
Alfa Romeo BAT
Els models Alfa Romeo BAT foren els primers treballs de l'enginyer aeronàutic i dissenyador Franco Scaglione per a la casa Bertone.

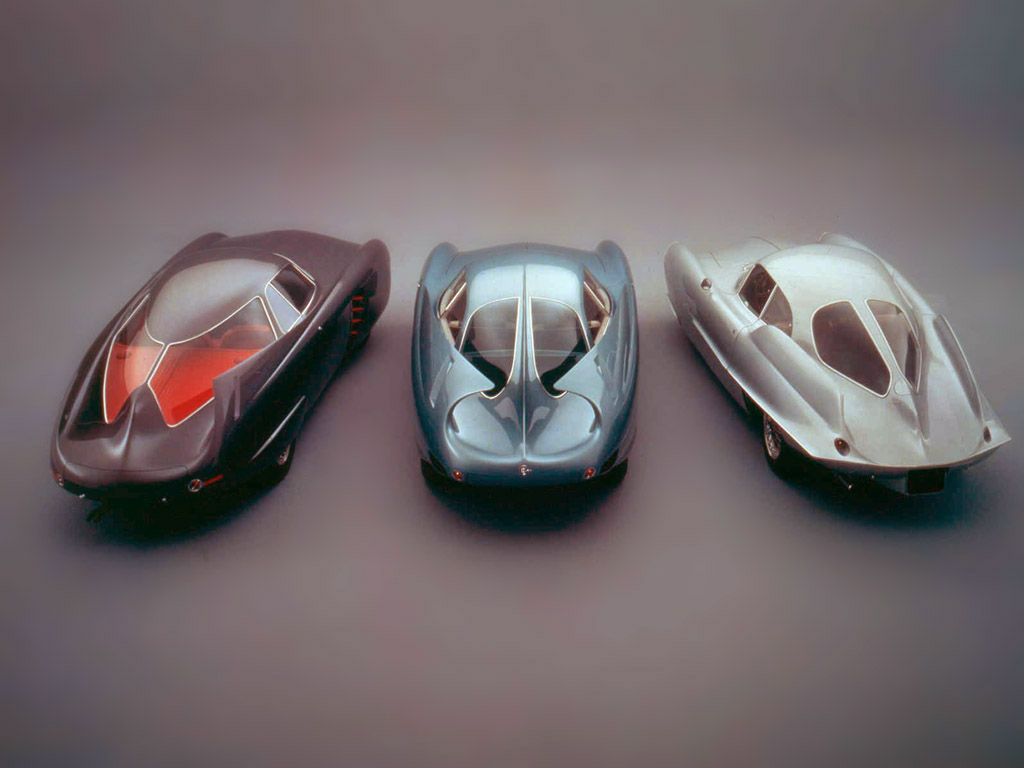
Alfa Romeo BAT 5, 7 i 9
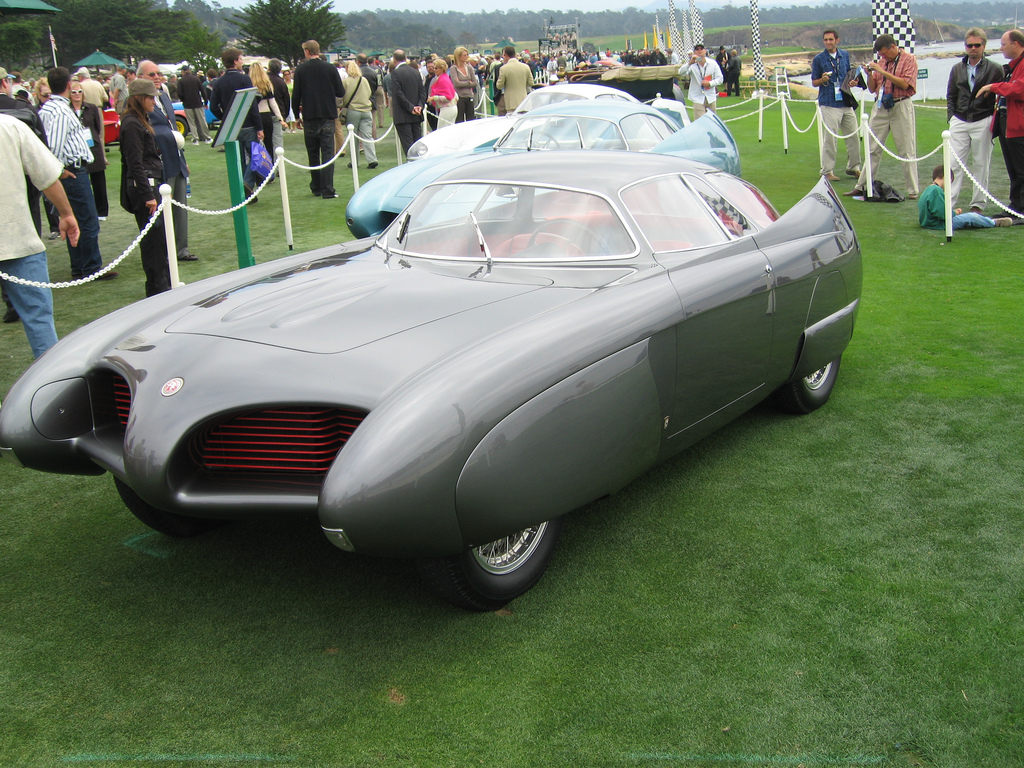
Alfa Romeo BAT 5
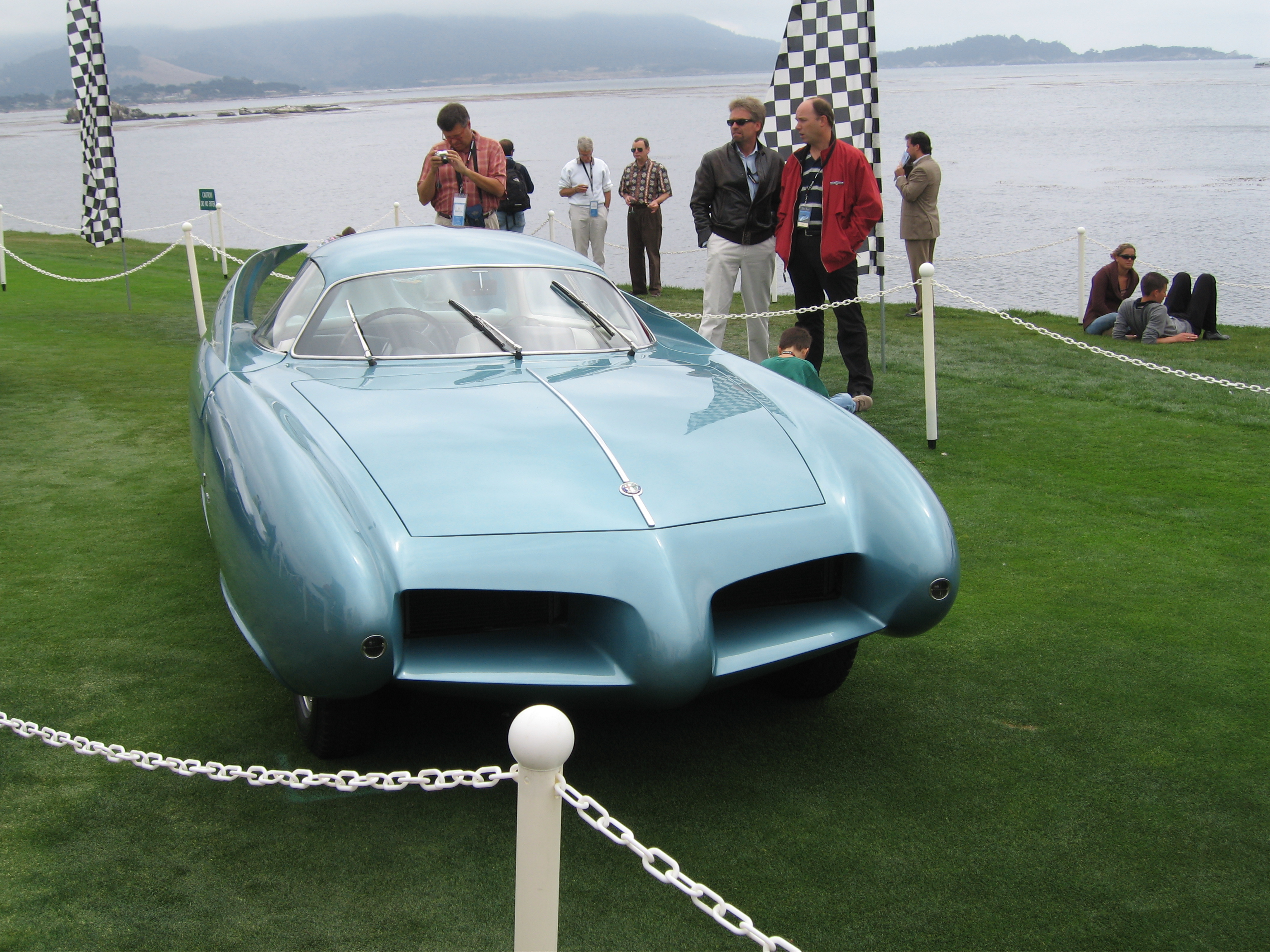
Alfa Romeo BAT 7
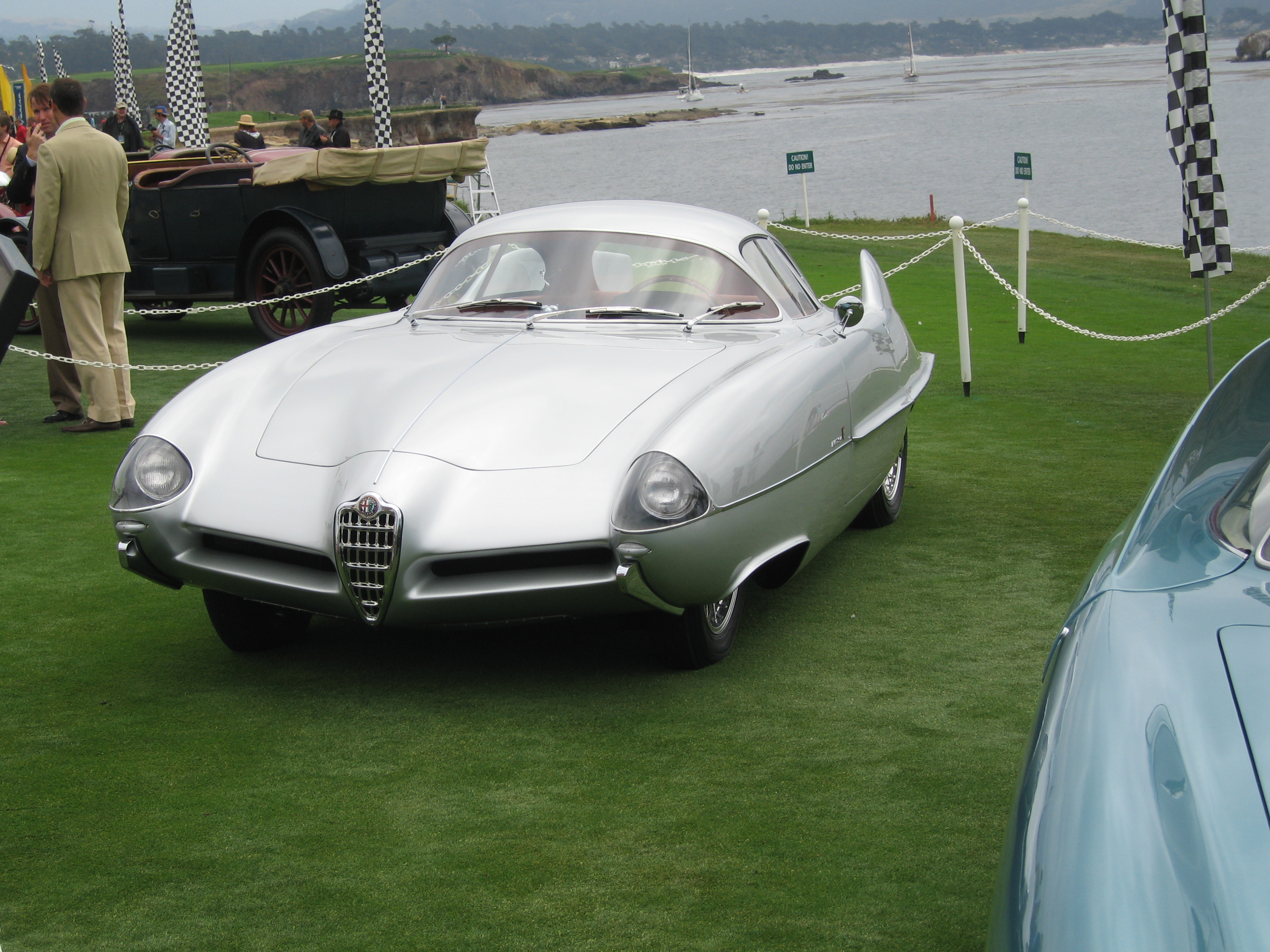
Alfa Romeo BAT 9

### 1962. Ford Mustang I
Ford Mustang I

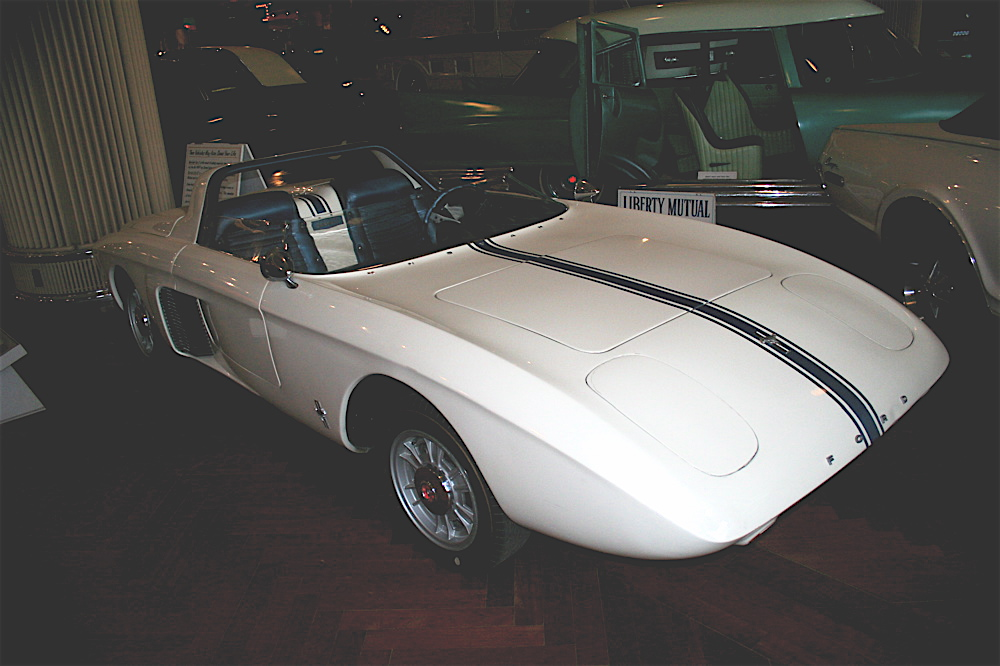
Ford Mustang I. Concept car.
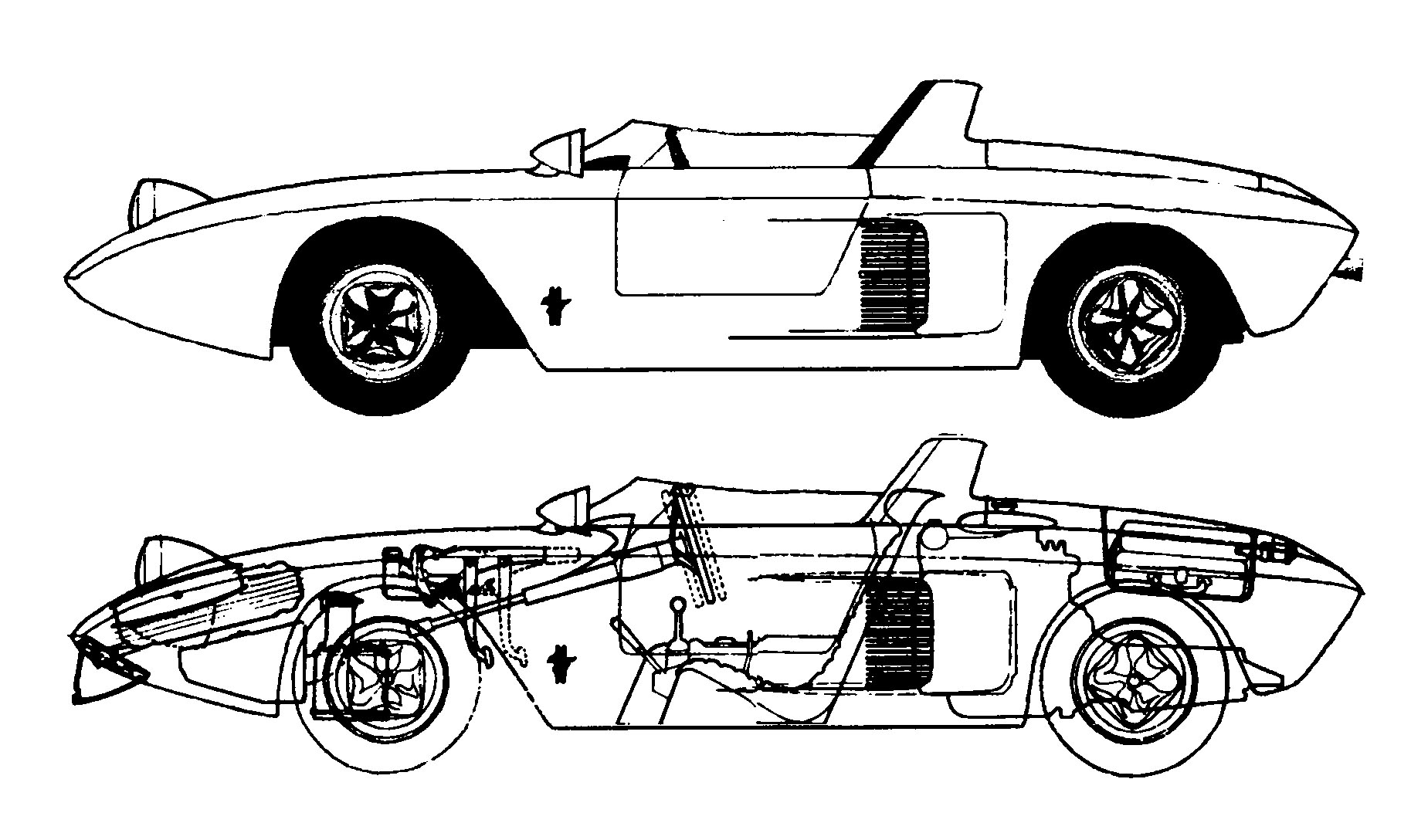
Ford Mustang I. Vista lateral.

### 1964. Alfa Romeo Canguro
Alfa Romeo Canguro

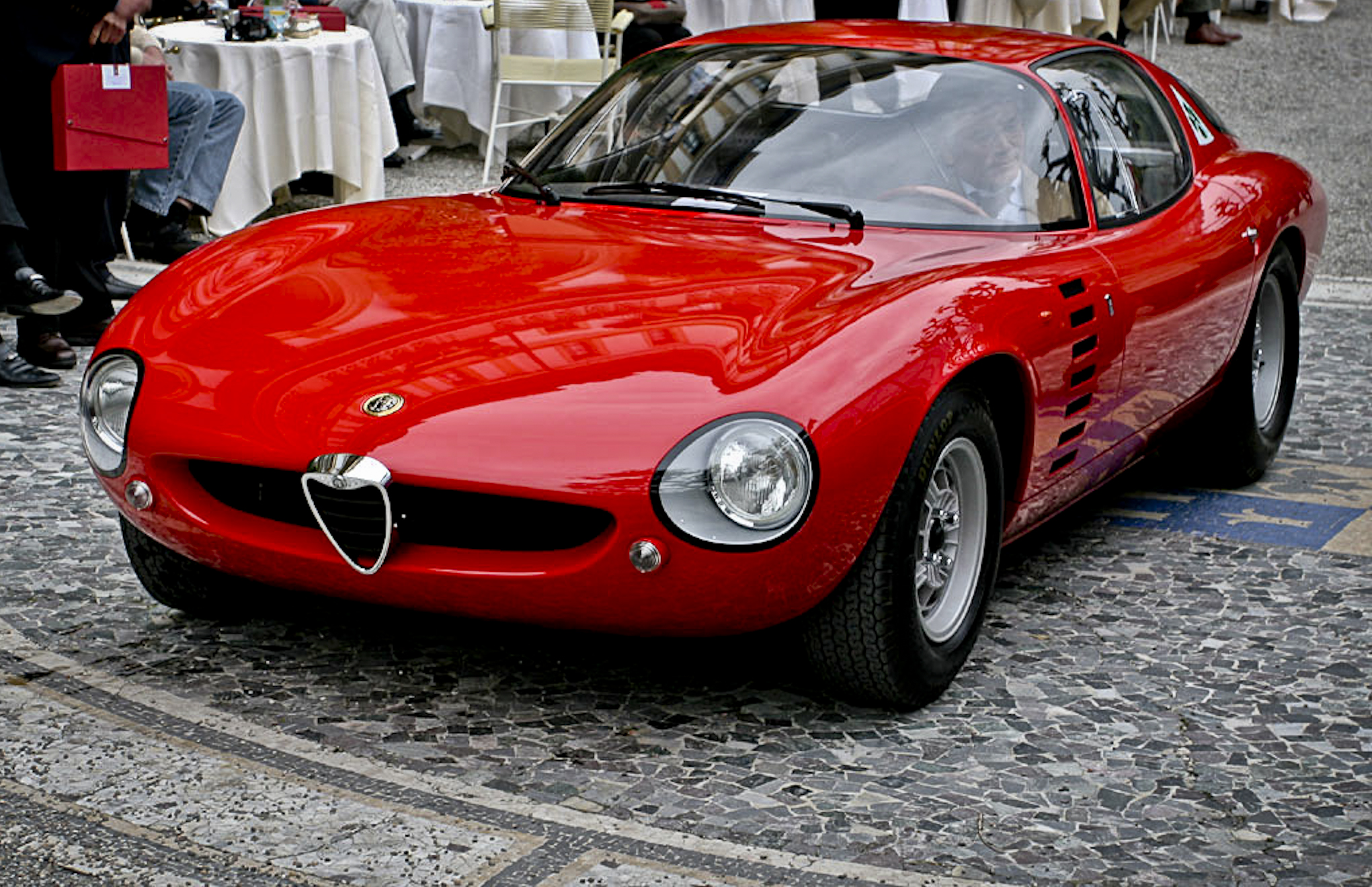
Alfa Romeo Canguro. 1964.
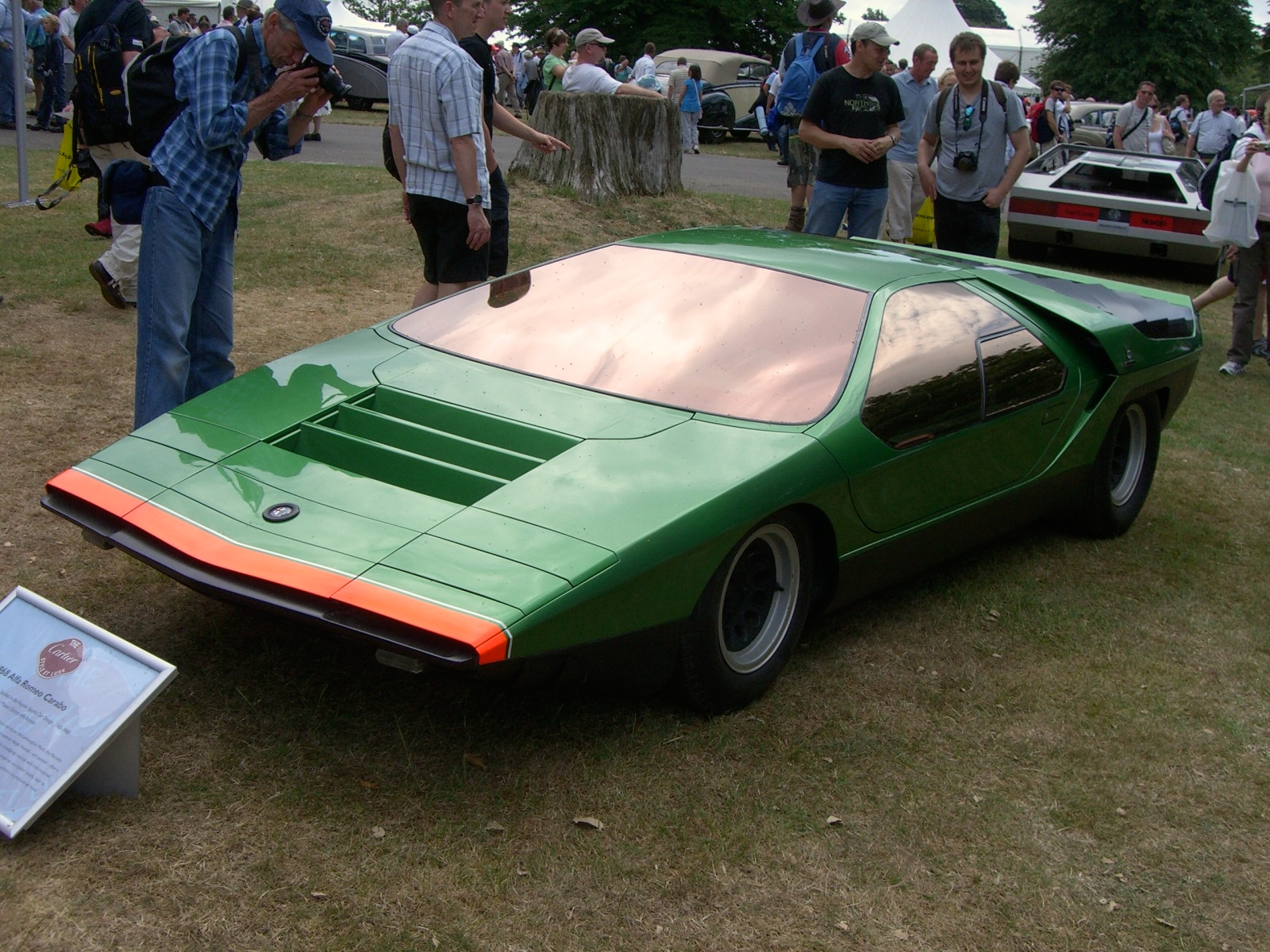
Alfa Romeo Carabo. 1968.

### 1968. Alfa Romeo Carabo
Alfa Romeo Carabo

### 1967. Alfa Romeo Montreal
Aquest és un exemple d'automòbil conceptual que va passar a la producció. A la Fira Mundial Expo 67 de Montreal, la casa Alfa Romeo va presentar dues unitats d'un model de GT amb carrosseria de Bertone sobre mecànica de sèrie. Aquells dos vehicles anaven pintats de blanc perla i oferien un disseny (obra de l'especialista Gandini) molt atractiu i innovador, sense caure en excentricitats poc comercials. L'èxit d'aquells dos models va permetre passar a la producció amb una mecànica expressament projectada.
- Les dues unitats d'exposició portaven un motor de 4 cilindres en línia, 1600 cc (de l'Alfa Romeo Giulia TI), sobre un xassís curt (de l'Alfa Romeo Giulia Sprint GT).
- La producció va durar des de 1970 fins a 1977, amb un motor V8 de 2,6 litres i una caixa de 5 velocitats.
- El preu de venda era molt car, comparat amb altres automòbils de gama alta. Se’n fabricaren unes 3.900 unitats

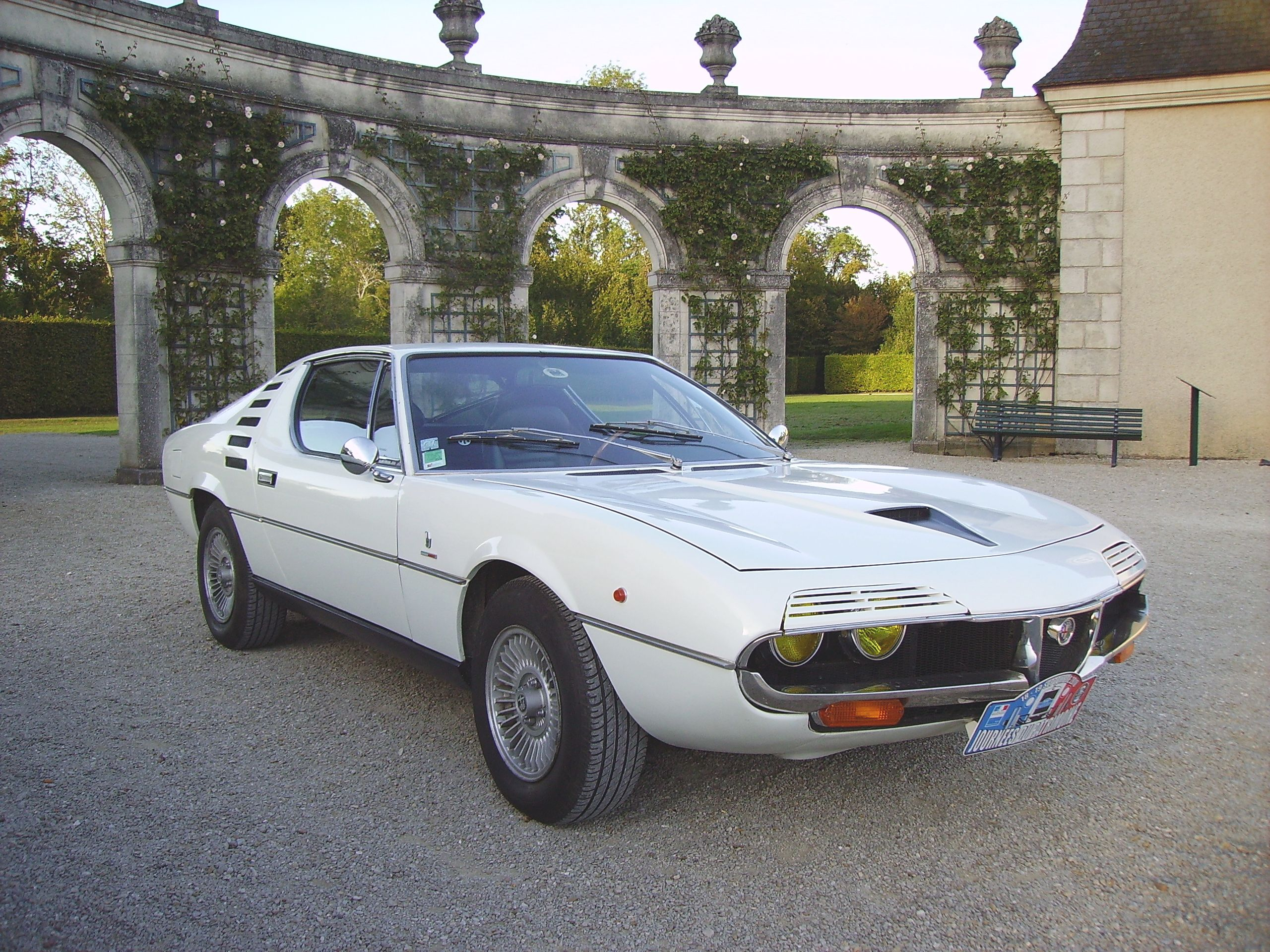
Alfa Romeo-Montreal
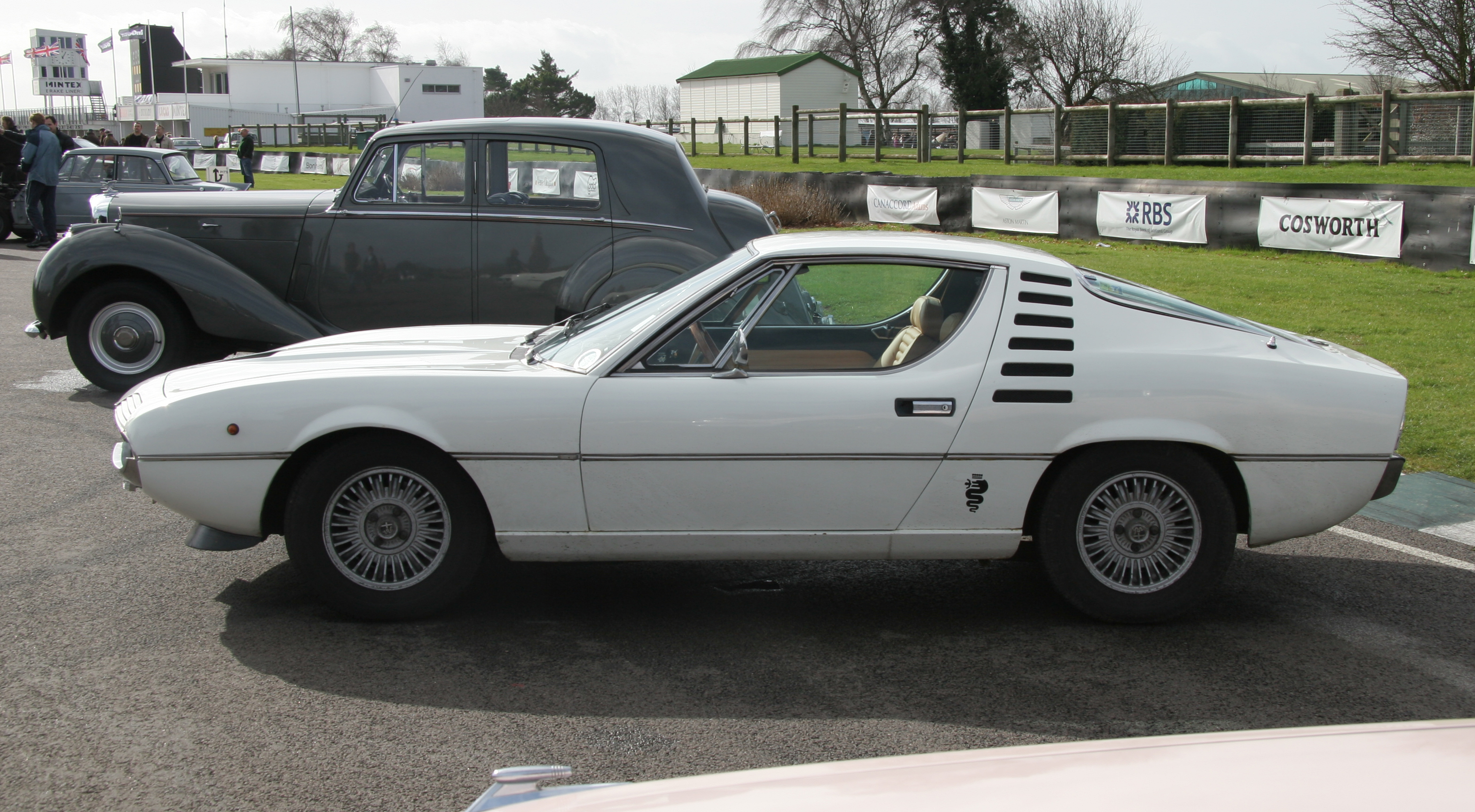
Alfa Romeo-Montreal
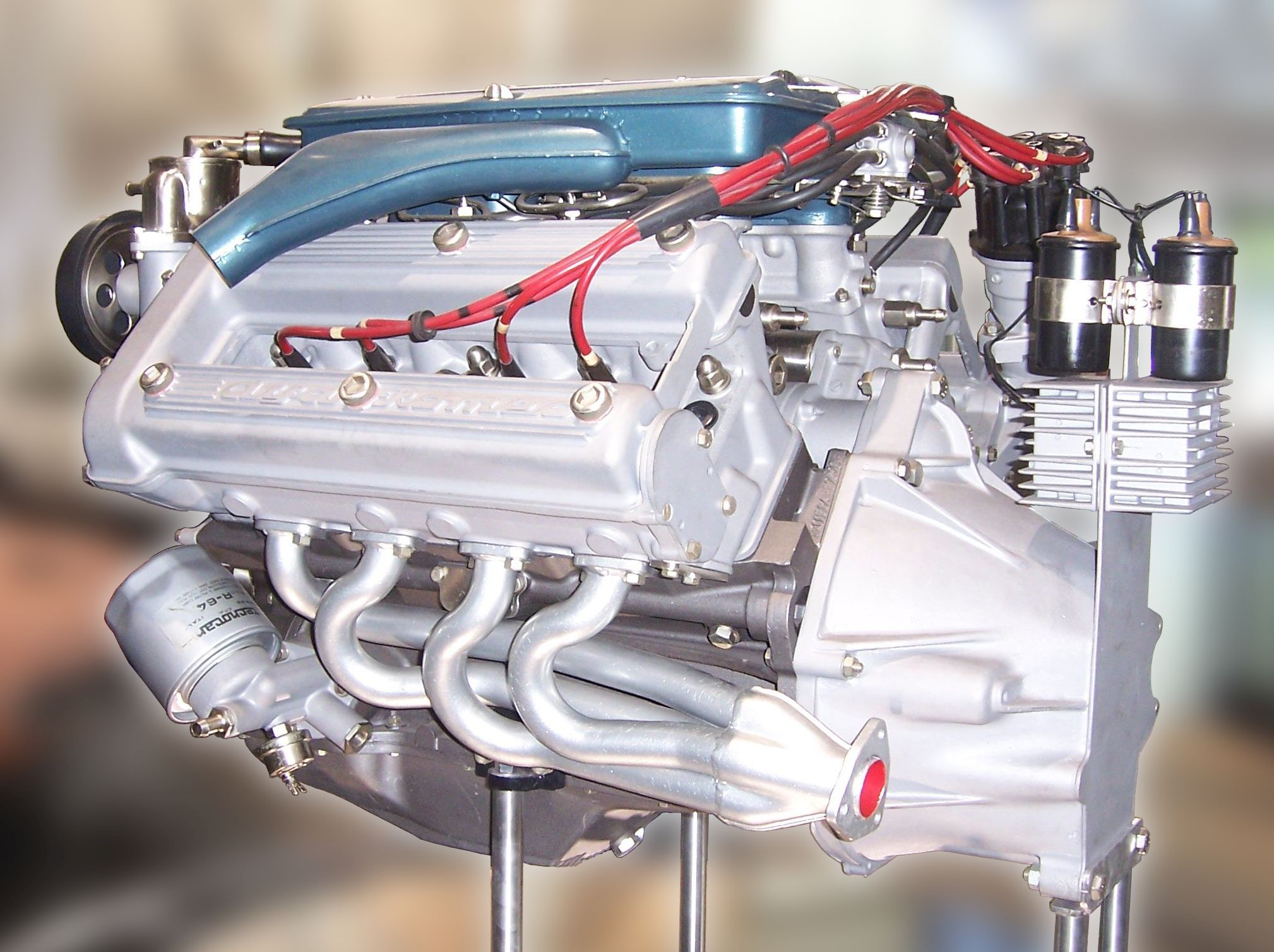
Motor V8 2,6 litres
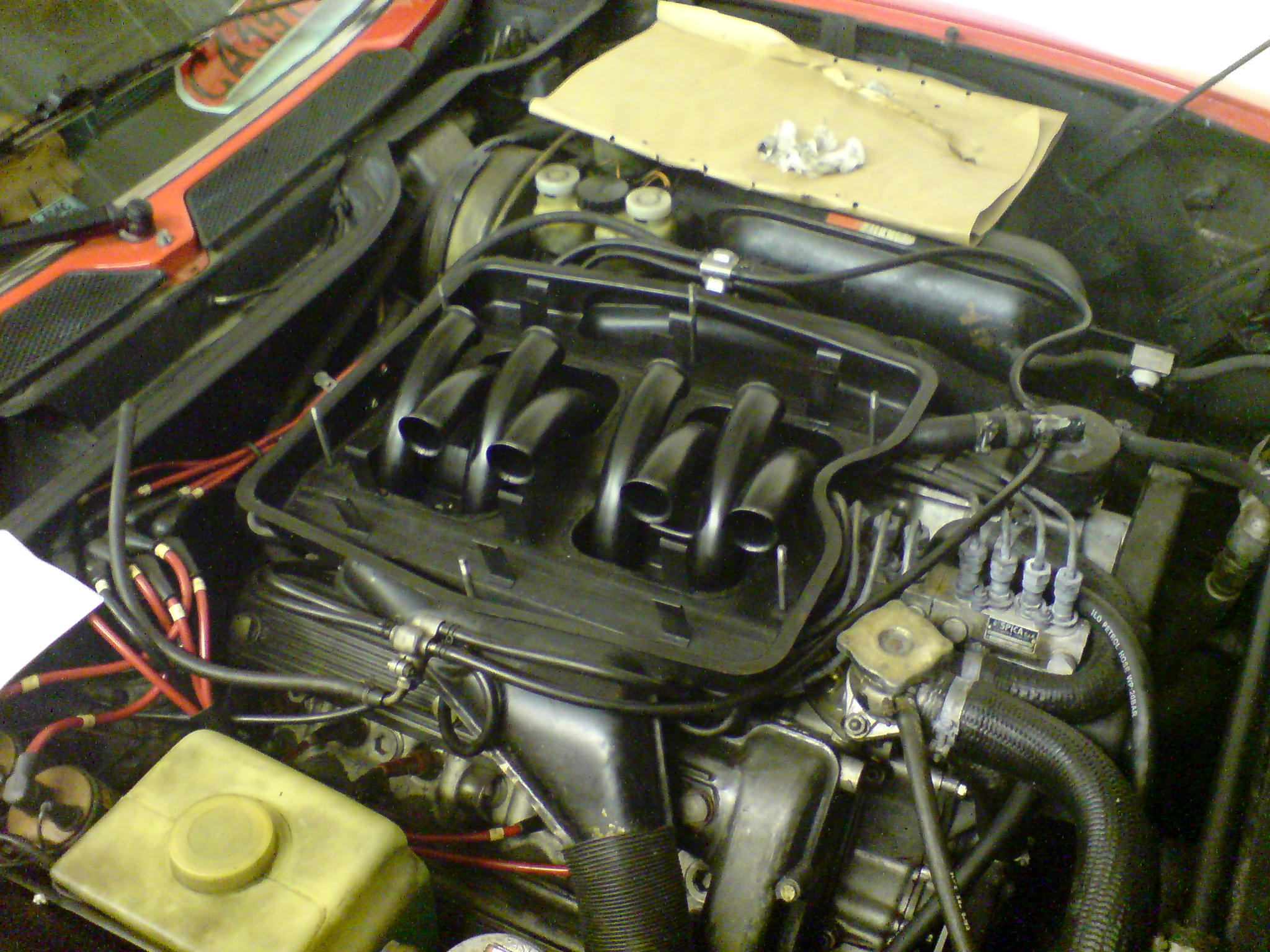
Motor sense la tapa de l'entrada d'aire

### 1969. Ikenga Mark III

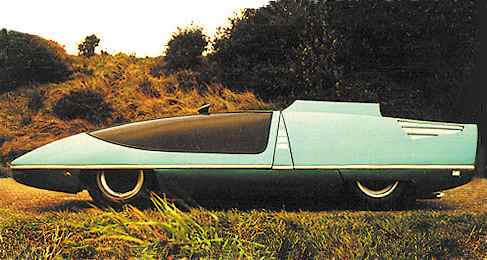
Ikenga Mark III. 1969.

### 1972

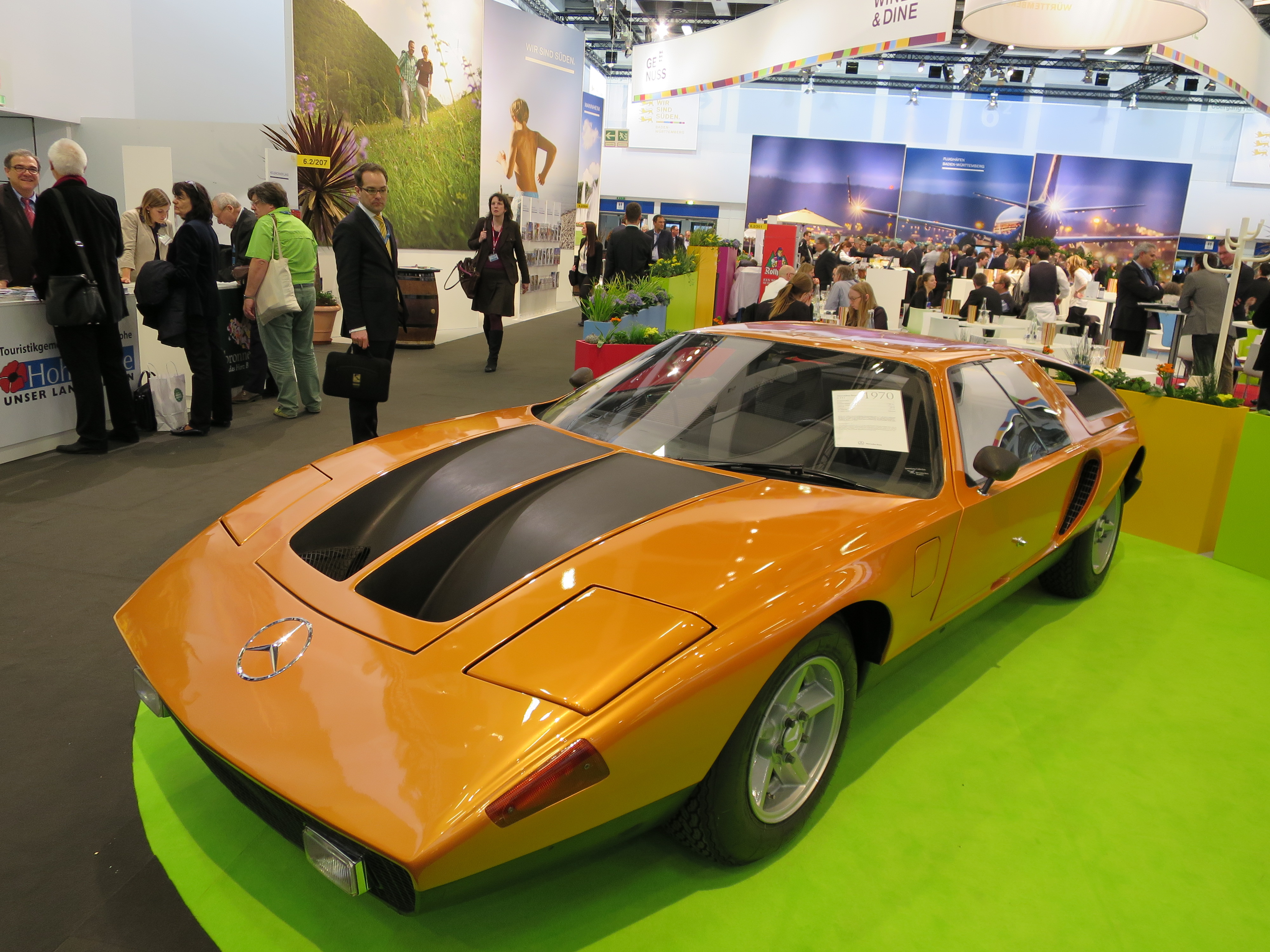
Mercedes-Benz C 111
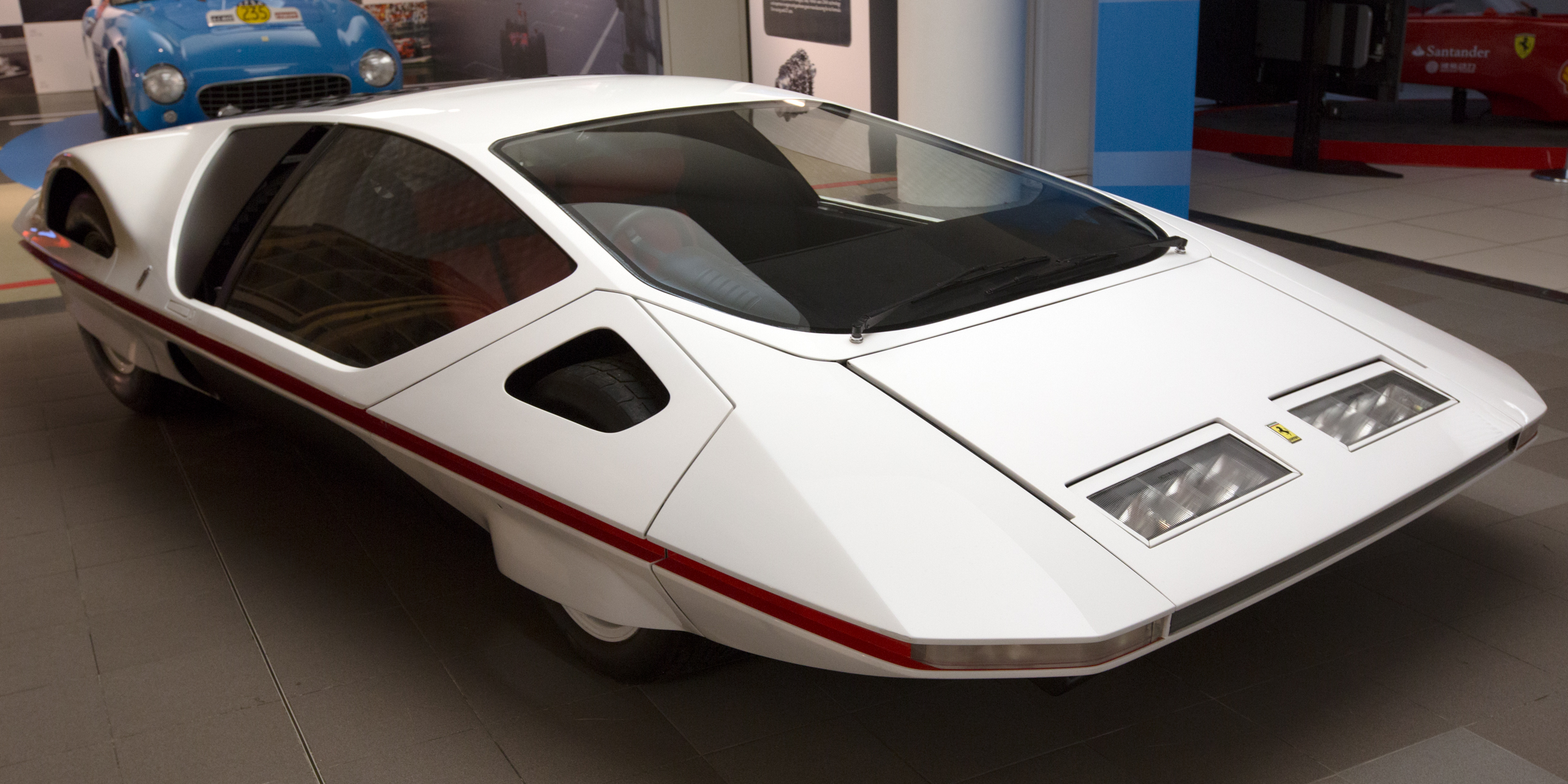
Ferrari Modulo
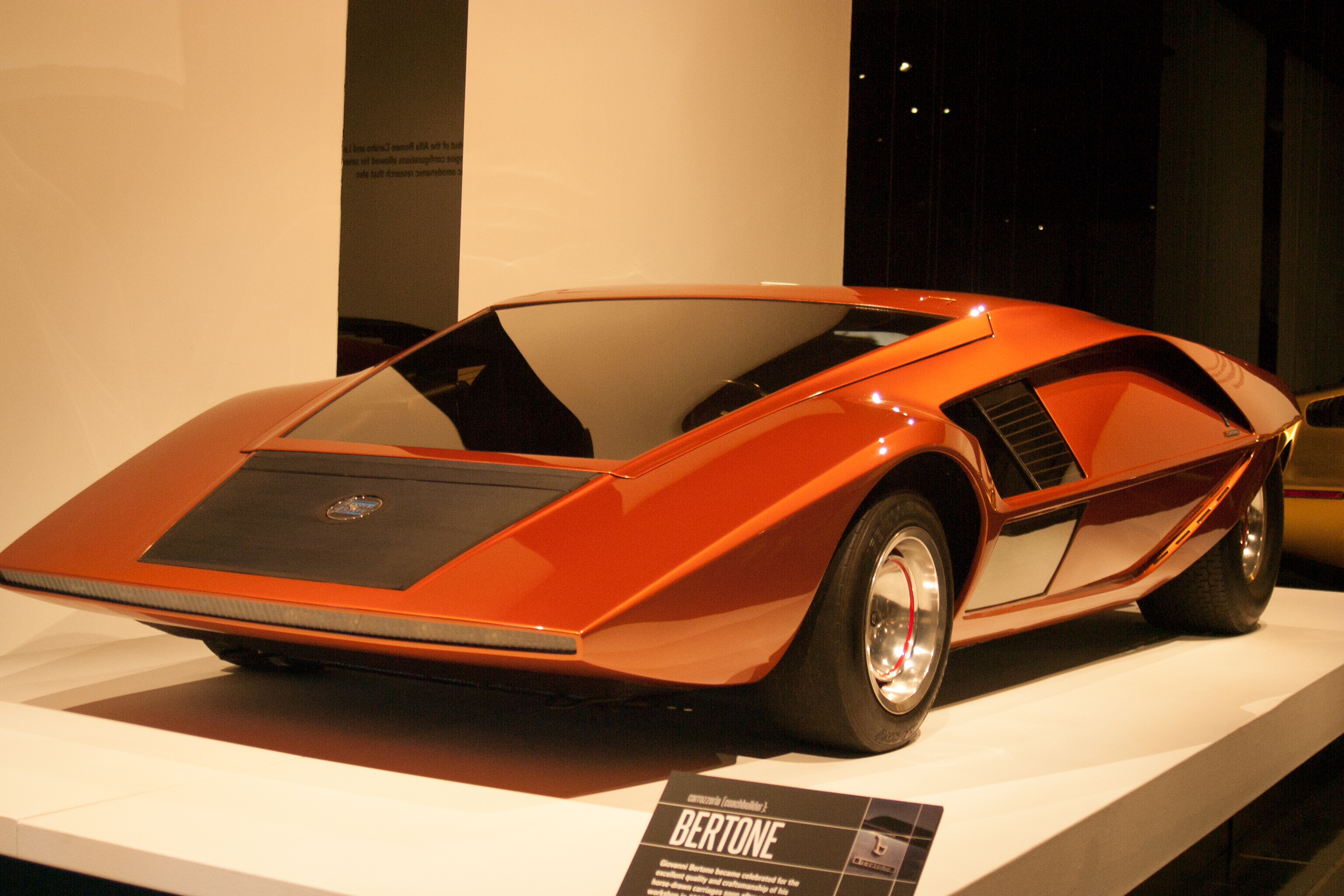
Lancia Stratos Zero
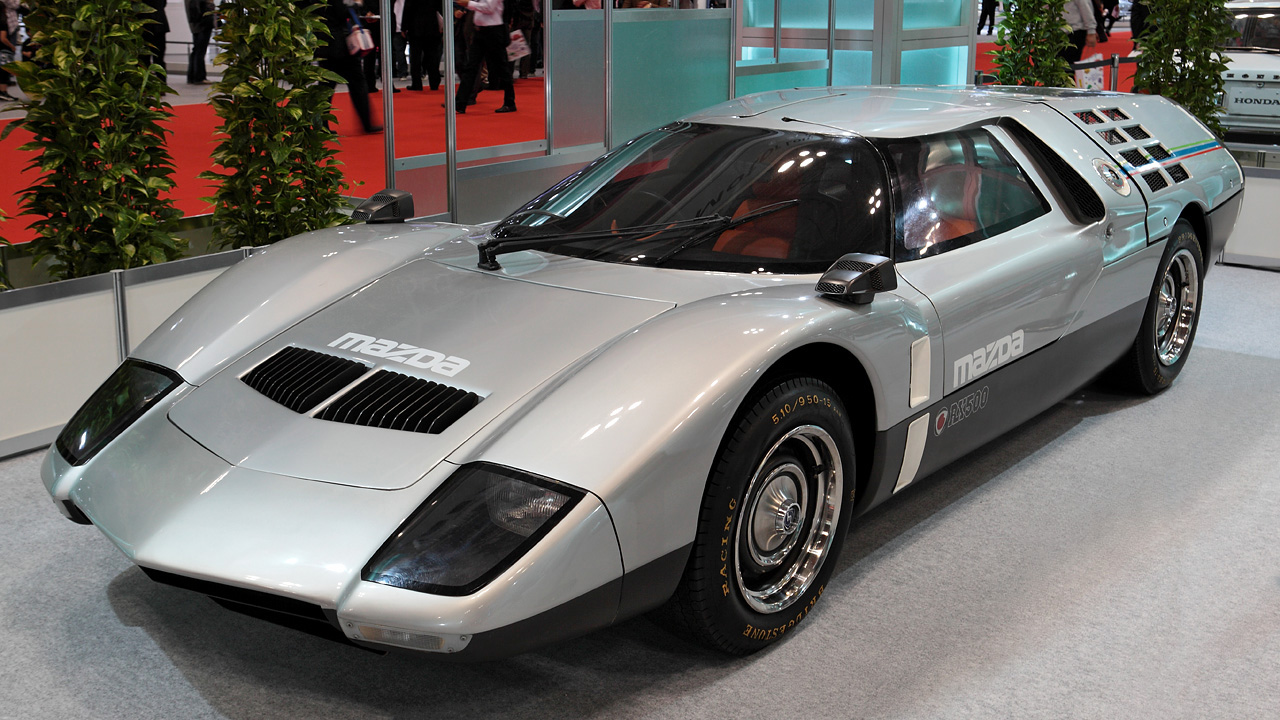
Mazda RX-500

### 1975. Opel GT2

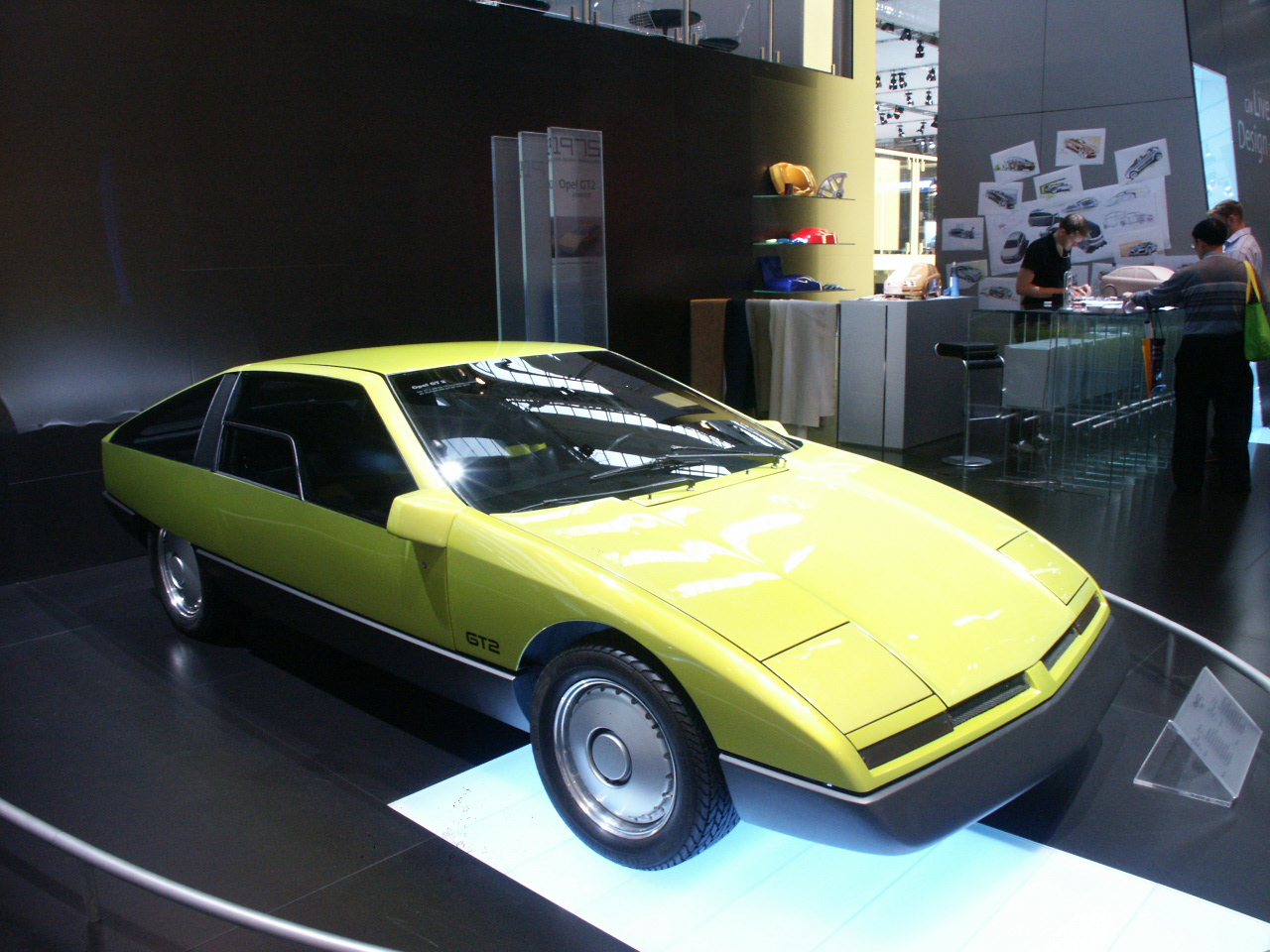
Opel GT2 (1975).

Opel GT2

### 1980-1984

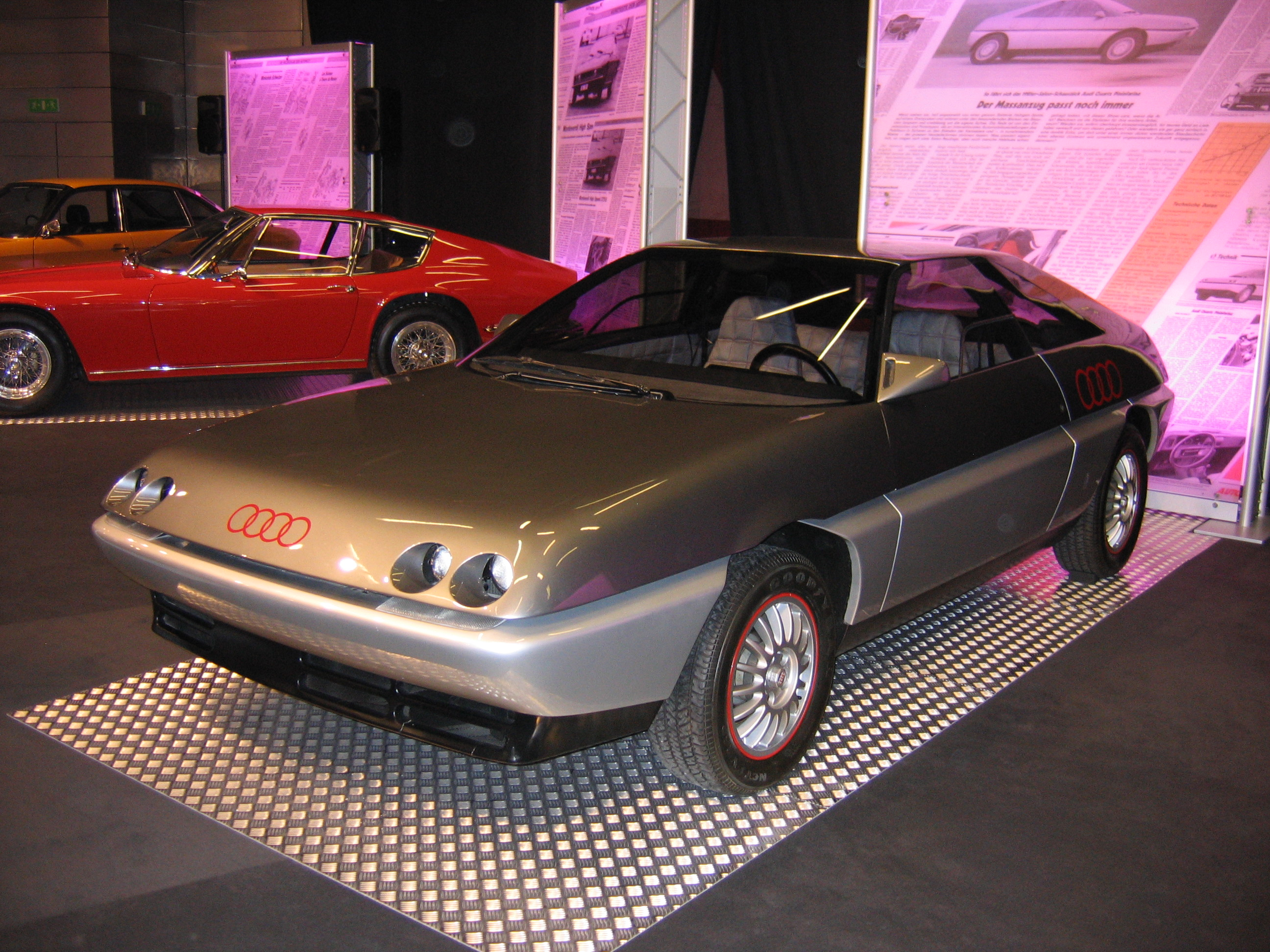
Audi Quartz
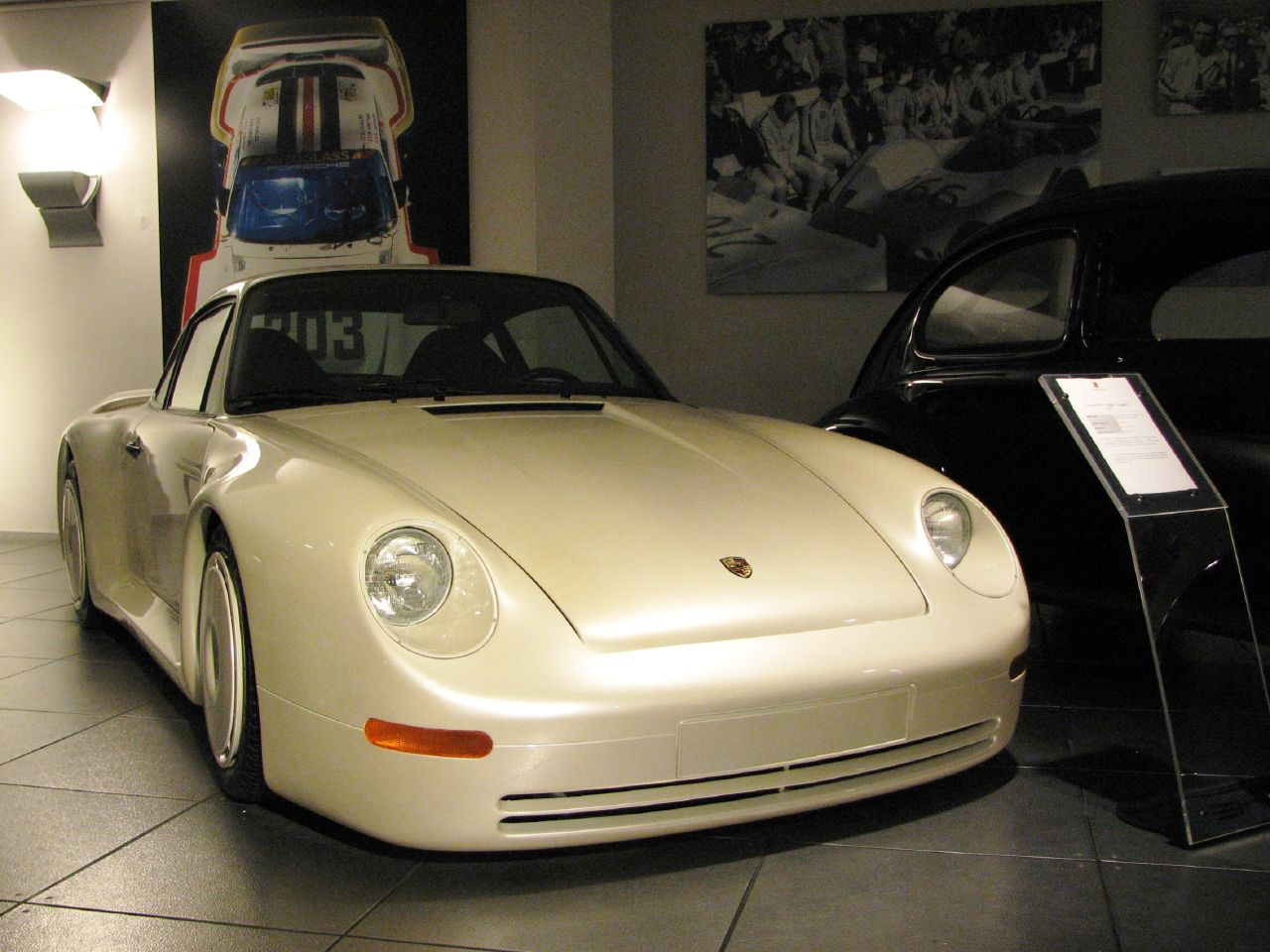
Porsche 959 Concept Car Gruppe B
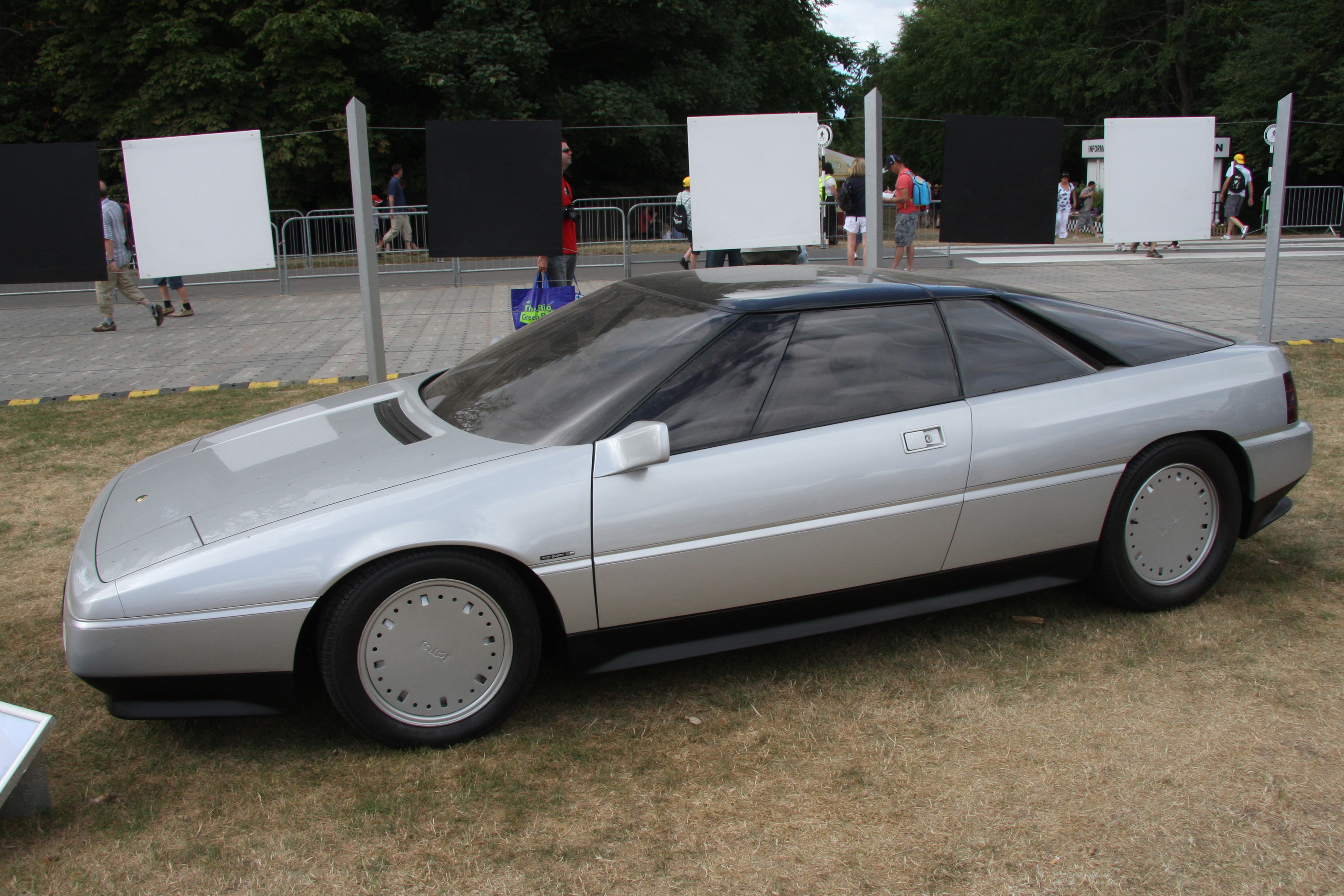
1984 Lotus Etna
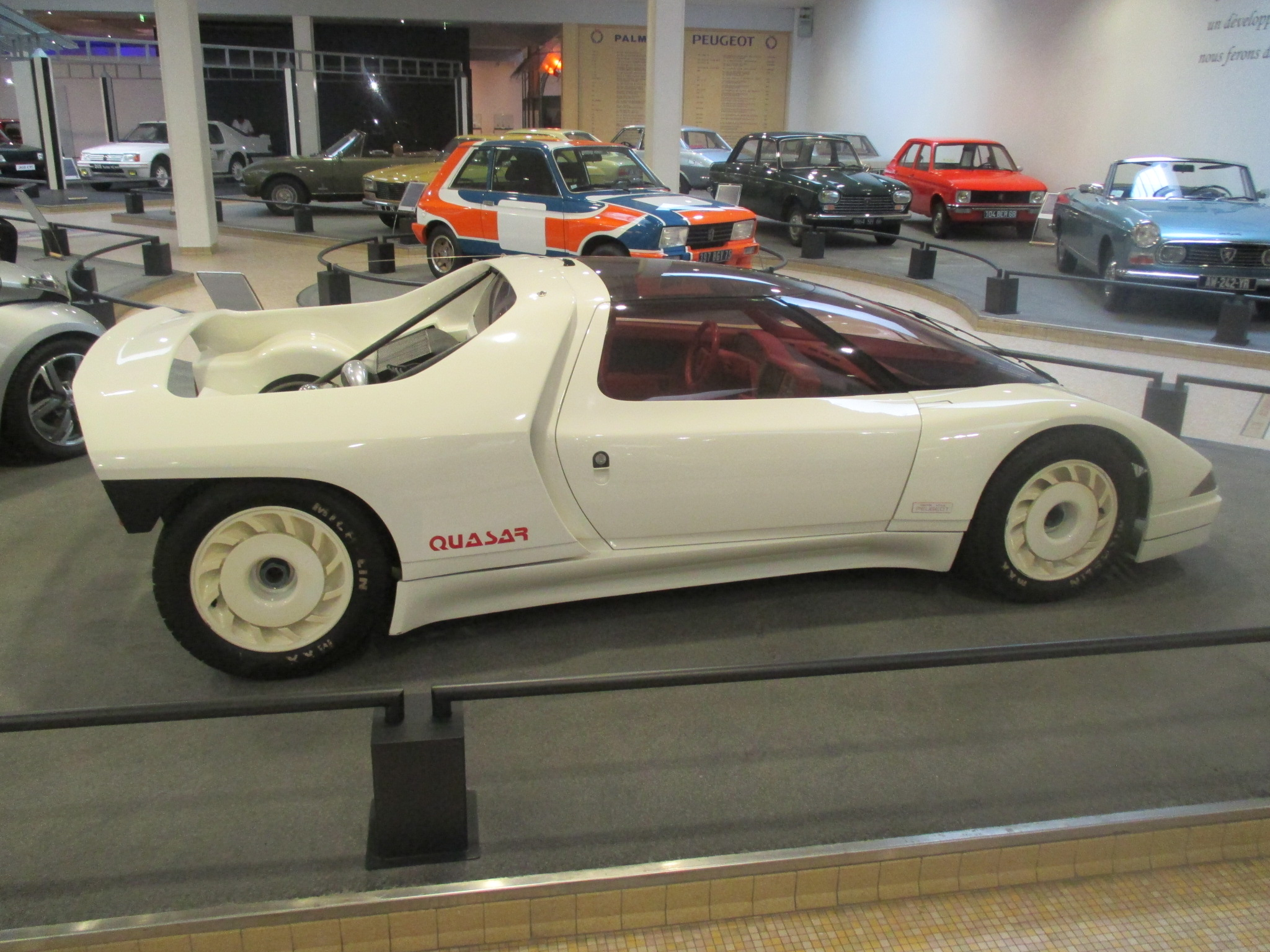
Peugeot Quasar

### 1988. Jaguar XJ220 Concept
Un exemple d'automòbil conceptual que va passar a producció. Motor V12.

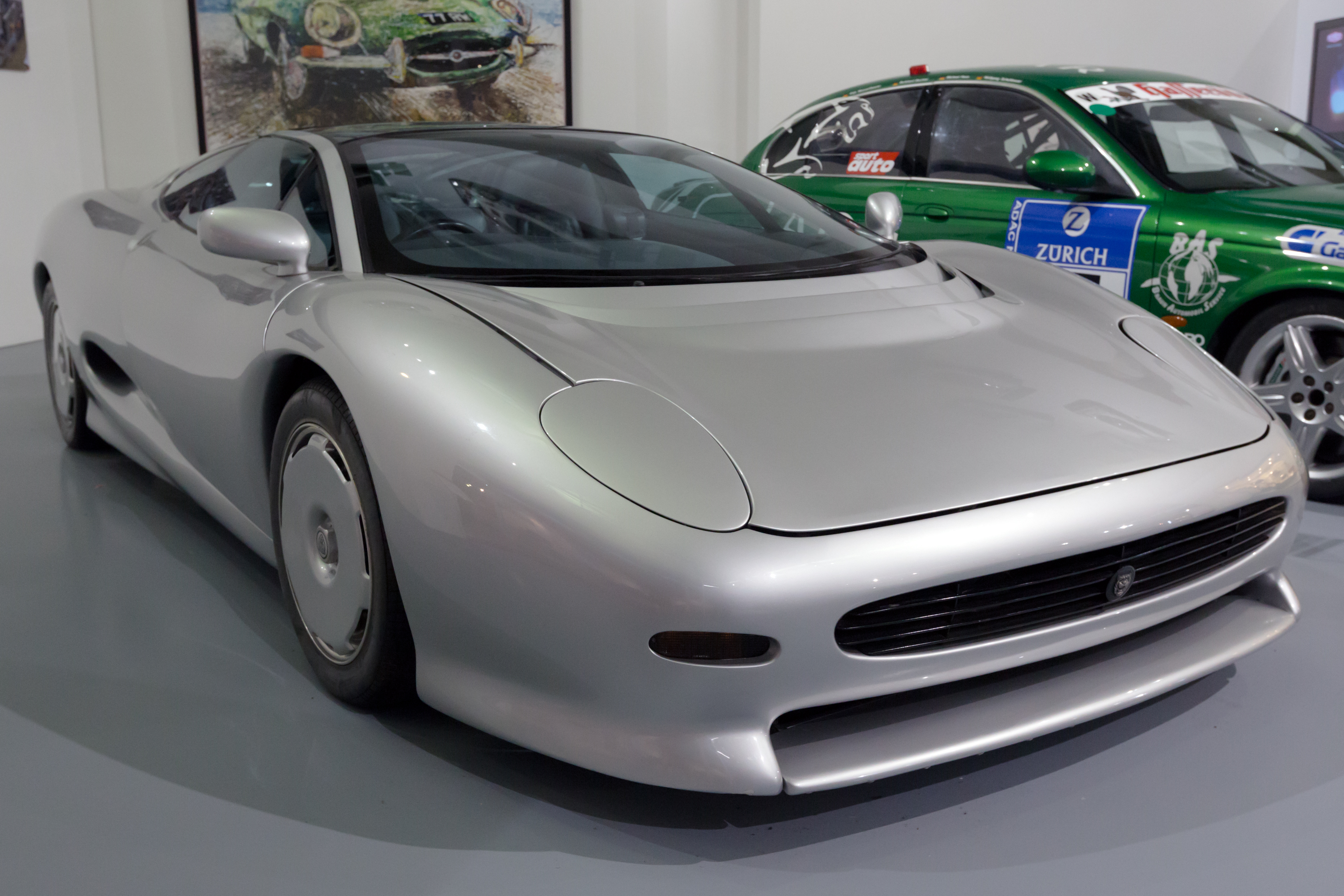
1988 Jaguar XJ220 Concept.